# Sovjet-Unie op de Olympische Zomerspelen 1972
De Sovjet-Unie nam deel aan de Olympische Zomerspelen 1972 in München, West-Duitsland. Met vijftig gouden medailles werd de eerste plaats in het medailleklassement op destijds aartsrivaal Verenigde Staten heroverd. De Amerikanen bleven steken op 33 keer goud.

## Medaillewinnaars
| Sport            | Olympiër | Discipline                | Medaille |
| ---------------- | --- | ------------------------- | -------- |
| Atletiek         | Valeri Borzov | 100m (m)                  | Goud     |
| Atletiek         | Valeri Borzov | 200m (m)                  | Goud     |
| Atletiek         | Jüri Tarmak | hoogspringen (m)          | Goud     |
| Atletiek         | Viktor Saneyev | hink-stap-springen (m)    | Goud     |
| Atletiek         | Anatoli Bondartsjoek | kogelslingeren (m)        | Goud     |
| Atletiek         | Nikolay Avilov | tienkamp (m)              | Goud     |
| Atletiek         | Ljoedmila Bragina | 1500m (v)                 | Goud     |
| Atletiek         | Nadezjda Tsjizjova | kogelstoten (v)           | Goud     |
| Atletiek         | Faina Melnik | discuswerpen (v)          | Goud     |
| Basketbal        | Anatolij Polivoda Modestas Paulauskas Zoerab Sakandelidze Alzjan Zjarmoechamedov Aleksandr Bolosjev Ivan Edesjko Sergej Belov Micheil Korkia Ivan Dvorny Gennadi Volnov Aleksandr Belov Serhij Kovalenko | mannen                    | Goud     |
| Boksen           | Boris Koeznetsov | -57kg (m)                 | Goud     |
| Boksen           | Vjatsjeslav Lemesjev | -75kg (m)                 | Goud     |
| Gewichtheffen    | Moecharby Kirzjinov | -67,5kg (m)               | Goud     |
| Gewichtheffen    | Jaan Talts | -110kg (m)                | Goud     |
| Gewichtheffen    | Vasili Aleksejev | +110kg (m)                | Goud     |
| Judo             | Sjota Tsjotsjisjvili | -93kg (m)                 | Goud     |
| Kanovaren        | Vladislavas Česiūnas Joeri Lobanov | C-2 1000m (m)             | Goud     |
| Kanovaren        | Aleksandr Sjaparenko | K-1 1000m (m)             | Goud     |
| Kanovaren        | Nikolai Gorbatsjov Viktor Kratasjoek | K-2 1000m (m)             | Goud     |
| Kanovaren        | Joeri Filatov Joeri Stetsenko Vladimir Morozov Valeri Didenko | K-4 1000m (m)             | Goud     |
| Kanovaren        | Joelia Rjabtsjinskaja | K-1 500m (v)              | Goud     |
| Kanovaren        | Ljoedmila Pinajeva-Chvedosjoek Jekaterina Koerysjko | K-2 500m (v)              | Goud     |
| Moderne vijfkamp | Boris Onisjtsjenko Pavel Lednjev Vladimir Sjmelev | team (m)                  | Goud     |
| Paardensport     | Jelena Petoesjkova Ivan Kizimov Ivan Kalita | dressuur team             | Goud     |
| Roeien           | Joeri Malysjev | skiff (m)                 | Goud     |
| Roeien           | Aleksandr Timosjinin Gennadi Korsjikov | dubbel-twee (m)           | Goud     |
| Schermen         | Viktor Sidjak | sabel (m)                 | Goud     |
| Schermen         | Galina Gorochova Jelena Belova Tatjana Samoesenko Aleksandra Zabelina Svetlana Tsjirkova | floret team (v)           | Goud     |
| Schietsport      | Jakov Zjeleznjak | 50m lopende schijf        | Goud     |
| Schoonspringen   | Vladimir Vasin | 3m plank (m)              | Goud     |
| Turnen           | Viktor Klimenko | paard voltige (m)         | Goud     |
| Turnen           | Nikolaj Andrianov | vloer (m)                 | Goud     |
| Turnen           | Ljoedmila Toerisjtsjeva Olga Korboet Tamara Lazakovitsj Ljoebov Boerda Elvira Saadi Antonina Kosjel | meerkamp team (v)         | Goud     |
| Turnen           | Ljoedmila Toerisjtsjeva | individuele meerkamp (v)  | Goud     |
| Turnen           | Olga Korboet | balk (v)                  | Goud     |
| Turnen           | Olga Korboet | vloer (v)                 | Goud     |
| Volleybal        | Lyudmila Buldakova Inna Ryskal Vera Galushka-Duyunova Galina Leontyeva Tatyana Ponyaeva-Tretyakova Roza Salikhova Tatyana Sarycheva Nina Smoleeva Lyudmila Borozna Tatyana Gonobobleva Natalya Kudreva Lyubov Turina | zaal (v)                  | Goud     |
| Waterpolo        | Leonid Osipov Aleksei Barkalov Aleksandr Dolgushin Vadim Gulyaev Aleksandr Shidlovsky Anatoli Akimov Aleksandr Dreval Aleksandr Kabanov Nikolai Melnikov Vladimir Shmudsky Viacheslav Sobchenko | mannen                    | Goud     |
| Wielersport      | Vladimir Semenets Igor Zjelovalnikov | tandem (m)                | Goud     |
| Wielersport      | Valeri Jardi Gennadi Komnatov Valeri Lichatsjov Boris Sjoekov | ploegentijdrit (m)        | Goud     |
| Worstelen        | Roestem Kazakov | -57kg Grieks-Romeins (m)  | Goud     |
| Worstelen        | Sjamil Khisamoetdinov | -68kg Grieks-Romeins (m)  | Goud     |
| Worstelen        | Valeri Rezantsev | -90kg Grieks-Romeins (m)  | Goud     |
| Worstelen        | Anatoli Rosjtsjin | +100kg Grieks-Romeins (m) | Goud     |
| Worstelen        | Roman Dmitrijev | -48kg vrije stijl (m)     | Goud     |
| Worstelen        | Zagalav Abdoelbekov | -62kg vrije stijl (m)     | Goud     |
| Worstelen        | Levan Tediasjvili | -82kg vrije stijl (m)     | Goud     |
| Worstelen        | Ivan Jarygin | -100kg vrije stijl (m)    | Goud     |
| Worstelen        | Aleksandr Medved | +100kg vrije stijl (m)    | Goud     |
| Zeilen           | Vitali Dirdira Valentin Mankin | tempest klasse            | Goud     |
|                  | |                           |          |
| Atletiek         | Jevgeni Arzjanov | 800m (m)                  | Zilver   |
| Atletiek         | Aleksandr Korneljoek Vladimir Lovetski Juris Silovs Valeri Borzov | 4x100m (m)                | Zilver   |
| Atletiek         | Volodymyr Holoebnytsjy | 20km snelwandelen (m)     | Zilver   |
| Atletiek         | Venjamin Soldatenko | 50km snelwandelen (m)     | Zilver   |
| Atletiek         | Jānis Lūsis | speerwerpen (m)           | Zilver   |
| Atletiek         | Leonid Litvinenko | tienkamp (m)              | Zilver   |
| Atletiek         | Nijolė Sabaitė | 800m (v)                  | Zilver   |
| Gewichtheffen    | Dito Sjanidze | -60kg (m)                 | Zilver   |
| Judo             | Vitali Koeznezov | open klasse (m)           | Zilver   |
| Moderne vijfkamp | Boris Onisjtsjenko | individueel (m)           | Zilver   |
| Paardensport     | Jelena Petoesjkova | dressuur individueel      | Zilver   |
| Schermen         | Vladimir Denissov Anatoli Kotesjev Leonid Romanov Vasili Stankovitsj Viktor Poetjatin | floret team (m)           | Zilver   |
| Schermen         | Viktor Basjenov Vladimir Naslimov Viktor Sidjak Edoeard Vinokoerov Mark Rakita | sabel team (m)            | Zilver   |
| Schietsport      | Jevgeni Petrov | skeet                     | Zilver   |
| Schietsport      | Boris Melnik | 300m geweer 3 houdingen   | Zilver   |
| Turnen           | Nikolaj Andrianov Mikhail Voronin Viktor Klimenko Edvard Mikhaeljan Aleksandr Malejev Vladimir Sjtsjoekin | meerkamp team (m)         | Zilver   |
| Turnen           | Mikhail Voronin | ringen (m)                | Zilver   |
| Turnen           | Viktor Klimenko | sprong (m)                | Zilver   |
| Turnen           | Olga Korboet | brug (v)                  | Zilver   |
| Turnen           | Tamara Lazakovitsj | balk (v)                  | Zilver   |
| Turnen           | Ljoedmila Toerisjtsjeva | vloer (v)                 | Zilver   |
| Worstelen        | Anatoli Nazarenko | -82kg Grieks-Romeins (m)  | Zilver   |
| Worstelen        | Nikolai Jakovenko | -100kg Grieks-Romeins (m) | Zilver   |
| Worstelen        | Arsen Alakhverdijev | -52kg vrije stijl (m)     | Zilver   |
| Worstelen        | Gennadi Strakhov | -90kg vrije stijl (m)     | Zilver   |
| Zwemmen          | Vladimir Boere Viktor Mazanov Viktor Aboimov Igor Grivennikov | 4x100m vrije slag (m)     | Zilver   |
| Zwemmen          | Galina Prozoemensjtsjikova | 100m schoolslag (v)       | Zilver   |
|                  | |                           |          |
| Atletiek         | Vasili Sjmelevski | kogelslingeren (m)        | Brons    |
| Boogschieten     | Emma Gaptsjenko | individueel (v)           |          |
| Gewichtheffen    | Gennadi Tsjetin | -56kg (m)                 |          |
| Judo             | Anatoli Novikov | -70kg (m)                 |          |
| Judo             | Givi Onatsjvili | +93kg (m)                 |          |
| Moderne vijfkamp | Pavel Lednjev | individueel (m)           |          |
| Schermen         | Viktor Modsalevski Sergej Paramonov Igor Valetov Georgi Zažitski Grigori Kriss | degen team (m)            |          |
| Schermen         | Vladimir Naslimov | sabel (m)                 |          |
| Schermen         | Galina Gorochova | floret (v)                |          |
| Schietsport      | Viktor Torsjin | 25m snelvuurpistool       |          |
| Turnen           | Nikolaj Andrianov | sprong (m)                |          |
| Turnen           | Tamara Lazakovitsj | individuele meerkamp (v)  |          |
| Turnen           | Tamara Lazakovitsj | vloer (v)                 |          |
| Turnen           | Ljoedmila Toerisjtsjeva | sprong (v)                |          |
| Voetbal          | Arkadi Andreasjan Oleh Blochin Revaz Dzodzoeasjvli Joeri Istomin Andrej Jakoebik Joeri Jelisejev Gennadi Jevrjoezjchin Vladimir Kaplitsjny Moertaz Choertsilava Viktor Kolotov Anatoli Koeksov Jevgeni Lovtsjev Sergej Olsjanski Vladimir Onisjtsjenko Vladimir Pilgoej Jevgeni Roedakov Jozjef Sabo Vjatsjeslav Semjonov Oganes Zanazanjan | mannen                    |          |
| Volleybal        | Yuriy Poyarkov Valeri Kravchenko Yevhen Lapinsky Viktor Borshch Yefim Chulak Vyacheslav Domani Vladimir Kondra Vladimir Patkin Vladimir Putyatov Aleksandr Saprykin Yuri Starunsky Leonid Zayko | zaal (m)                  |          |
| Wielersport      | Omar Pkhakadze | sprint (m)                |          |
| Worstelen        | Roeslan Asjoeralijev | -68kg vrije stijl (m)}    |          |
| Zeilen           | Viktor Potapov | finn klasse               |          |
| Zwemmen          | Vladimir Boere | 100m vrije slag (m)       |          |
| Zwemmen          | Igor Grivennikov Viktor Mazanov Georgi Koelikov Vladimir Boere | 4x200m vrije slag (m)     |          |
| Zwemmen          | Galina Prozoemensjtsjikova | 200m schoolslag (v)       |          |

## Deelnemers en resultaten

### Atletiek
| Olympiër | Discipline             | Resultaat | Prestatie |
| --- | ---------------------- | --------- | --- |
| Vladimir Atamas | 100m (m)               | 31e       | serie 12: 4de in 10,51 kwartfinale 5: 8ste in 10,83 |
| Valery Borzov | 100m (m)               | Goud      | serie 2: 1ste in 10,47 kwartfinale 3: 1ste in 10,07 halve finale 1: 1ste in 10,21 finale: 1ste in 10,14 |
| Aleksandr Kornelyuk | 100m (m)               | 4e        | serie 5: 1ste in 10,38 kwartfinale 4: 1ste in 10,23 halve finale 2: 3de in 10,35 finale: 4de in 10,36 |
| Valery Borzov | 200m (m)               | Goud      | serie 3: 1ste in 20,64 kwartfinale 1: 1ste in 20,30 halve finale 1: 1ste in 20,74 finale: 1ste in 20,00 |
| Vladimir Lovetsky | 200m (m)               | 18e       | serie 6: 2de in 20,99 kwartfinale 4: 4de in 20,83 |
| Yevgeny Arzhanov | 800m (m)               | Zilver    | serie 5: 1ste in 1.48,3 halve finale 3: 2de in 1.46,3 finale: 2de in 1.45,89 |
| Ivan Ivanov | 800m (m)               | 18e       | serie 8: 1ste in 1.51,0 halve finale 2: 5de in 1.49,6 |
| Yevgeny Volkov | 800m (m)               | 22e       | serie 2: 3de in 1.48,6 halve finale 1: 8ste in 1.50,1 |
| Yevgeny Arzhanov | 1500m (m)              | DNS       | serie 4: niet gestart |
| Ivan IvanovIvan Ivanov                                                                                                   | 1500m (m)              | 33e       | serie 1: 6de in 3.42,3 |
| Volodymyr Panteley | 1500m (m)              | 8e        | serie 7: 3de in 3.42,3 halve finale 1: 2de in 3.41,6 finale: 8ste in 3.40,2 |
| Vladimir Afonin | 5000m (m)              | 42e       | serie 2: 7de in 14.08,6 |
| Nikolay Puklakov | 5000m (m)              | 34e       | serie 4: 6de in 13.57,6 |
| Nikolay Sviridov | 5000m (m)              | 8e        | serie 5: 2de in 13.38,4 finale: 8ste in 13.39,4 |
| Pavlo Andreiev | 10000m (m)             | 11e       | serie 3: 3de in 28.20,97 finale: 11de in 28.46,27 |
| Anatoly Badrankov | 10000m (m)             | 22e       | serie 1: 6de in 28.35,84 |
| Rashid Sharafetdinov | 10000m (m)             | 16e       | serie 2: 6de in 28.24,64 |
| Viktor Myasnikov | 110m horden (m)        | 18e       | serie 2: 5de in 14,13 |
| Yevgeny Gavrilenko | 400m horden (m)        | 6e        | serie 5: 1ste in 49,73 halve finale 2: 2de in 49,34 finale: 6de in 49,66 |
| Viktor Savchenko | 400m horden (m)        | 22e       | serie 1: 2de in 49,90 halve finale 1: 7de in 50,28 |
| Yury Zorin | 400m horden (m)        | 8e        | serie 2: 3de in 50,35 halve finale 1: 3de in 49,60 finale: 8ste in 50,25 |
| Romualdas Bitė | 3000m steeplechase (m) | 7e        | serie 3: 2de in 8.30,2 finale: 7de in 8.34,6 |
| Sergey Skripka | 3000m steeplechase (m) | 31e       | serie 2: 6de in 8.41,4 |
| Vladimir Atamas Valery Borzov Aleksandr Kornelyuk Vladimir Lovetsky Viktor Myasnikov Juris Silovs                        | 4x100m (m)             | Zilver    | serie 1: 1ste in 39,15 halve finale 2: 2de in 39,00 finale: 2de in 38,50 |
| Anatolijus Baranovas | marathon (m)           | 15e       | 2:20.10 |
| Igor Shcherbak | marathon (m)           | 35e       | 2:25.37 |
| Yury Velikorodnykh | marathon (m)           | 14e       | 2:20.02 |
| Vladimir Golubnichy | 20km snelwandelen (m)  | Zilver    | 1:26.55,2 |
| Yevgeny Ivchenko | 20km snelwandelen (m)  | DSQ       | gediskwalificeerd |
| Nikolay Smaga | 20km snelwandelen (m)  | 5e        | 1:28.16,6 |
| Otto Barch | 50km snelwandelen (m)  | 4e        | 4:01.35,4 |
| Sergey Grigoryev | 50km snelwandelen (m)  | DSQ       | gediskwalificeerd |
| Veniamin Soldatenko | 50km snelwandelen (m)  | Zilver    | 3:58.24,0 |
| Leonid Barkovsky | verspringen (m)        | 8e        | kwalificatie groep A: 3de met 7,98m finale: 8ste met 7,75m |
| Valery Podluzhny | verspringen (m)        | 9e        | kwalificatie groep A: 5de met 7,91m finale: 9de met 7,72m |
| Igor Ter-Ovanesyan | verspringen (m)        | 13e       | kwalificatie groep B: 6de met 7,77m |
| Mikhail Bariban | hink-stap-springen (m) | 9e        | kwalificatie groep A: 7de met 16,26m finale: 9de met 16,30m |
| Gennady Bessonov | hink-stap-springen (m) | 15e       | kwalificatie groep A: 9de met 16,18m |
| Viktor Saneyev | hink-stap-springen (m) | Goud      | kwalificatie groep B: 1ste met 16,85m finale: 1ste met 17,35m |
| Rustam Akhmetov | hoogspringen (m)       | 8e        | kwalificatie groep A: 3de met 2,15m finale: 8ste met 2,15m |
| Kęstutis Šapka | hoogspringen (m)       | 12e       | kwalificatie groep A: 3de met 2,15m finale: 12de met 2,15m |
| Jüri Tarmak | hoogspringen (m)       | Goud      | kwalificatie groep A: 3de met 2,15m finale: 1ste met 2,23m |
| Aleksandr Baryshnikov | kogelstoten (m)        | 22e       | kwalificatie groep A: 10de met 18,65m |
| Rimantas Plungė | kogelstoten (m)        | 14e       | kwalificatie groep B: 7de met 19,18m finale: 14de met 19,30m |
| Jānis Lūsis | speerwerpen (m)        | Zilver    | kwalificatie groep B: 1ste met 82,92m finale: 2de met 90,46m |
| Anatoly Bondarchuk | kogelslingeren (m)     | Goud      | kwalificatie groep B: 1ste met 72,88m finale: 1ste met 75,50m (OR) |
| Iosif Gamsky | kogelslingeren (m)     | 18e       | kwalificatie groep B: 9de met 66,72m finale: 18de met 66,26m |
| Vasily Khmelevsky | kogelslingeren (m)     | Brons     | kwalificatie groep A: 2de met 70,00m finale: 3de met 74,04m |
| Nikolay Avilov | tienkamp (m)           | Goud      | 100m: 10de in 11,00 verspringen: 1ste met 7,68m kogelstoten: 12de met 14,36m hoogspringen: 1ste met 2,12m 400m: 7de in 48,45 110m horden: 1ste in 14,31 discuswerpen: 4de met 46,98m polsstokhoogspringen: 4de met 4,55m speerwerpen: 6de met 61,66m 1500m: 6de in 4.22,8 totaal: 8454 punten      |
| Boris Ivanov | tienkamp (m)           | 13e       | 100m: 20ste in 11,24 verspringen: 29ste met 6,59m kogelstoten: 6de met 14,47m hoogspringen: 11de met 1,92m 400m: 24ste in 50,18 110m horden: 4de in 14,76 discuswerpen: 16de met 41,58m polsstokhoogspringen: 13de met 4,30m speerwerpen: 3de met 64,84m 1500m: 11de in 4.37,4 totaal: 7657 punten |
| Leonid Litvinenko | tienkamp (m)           | Zilver    | 100m: 18de in 11,13 verspringen: 27ste met 6,81m kogelstoten: 16de met 14,18m hoogspringen: 16de met 1,89m 400m: 6de in 48,40 110m horden: 8ste in 15,03 discuswerpen: 2de met 47,84m polsstokhoogspringen: 9de met 4,40m speerwerpen: 11de met 58,94m 1500m: 1ste in 4.05,9 totaal: 8035 punten   |
| |                        |           | |
| Nadezhda Besfamilnaya | 100m (v)               | DNS       | serie 6: niet gestart |
| Galina Bukharina | 100m (v)               | 28e       | serie 2: 5de in 11,69 kwartfinale 3: 8ste in 11,81 |
| Lyudmila Zharkova | 100m (v)               | 16e       | serie 5: 4de in 11,56 kwartfinale 4: 4de in 11,46 halve finale 2: 8ste in 11,67 |
| Nadezhda Besfamilnaya | 200m (v)               | 11e       | serie 2: 3de in 23,62 kwartfinale 1: 2de in 23,20 halve finale 2: 5de in 23,31 |
| Marina Sidorova | 200m (v)               | 14e       | serie 6: 1ste in 23,46 kwartfinale 4: 4de in 23,33 halve finale 1: 7de in 23,40 |
| Nadezhda Kolesnikova | 400m (v)               | 13e       | serie 4: 3de in 53,20 kwartfinale 1: 3de in 52,30 halve finale 2: 7de in 52,29 |
| Nataliya Pechonkina-Chistyakova                                                                                          | 400m (v)               | 31e       | serie 2: 4de in 53,81 kwartfinale 2: 8ste in 54,58 |
| Olga Syrovatskaya | 400m (v)               | 24e       | serie 6: 4de in 53,62 kwartfinale 3: 7de in 53,42 |
| Nina Morgunova | 800m (v)               | 15e       | serie 5: 1ste in 2.02,64 halve finale 2: 8ste in 2.04,93 |
| Raissa Ruus | 800m (v)               | 33e       | serie 4: 7de in 2.11,18 |
| Nijolė Sabaitė | 800m (v)               | Zilver    | serie 3: 1ste in 2.01,50 halve finale: 1ste in 2.00,90 finale: 2de in 1.58,65 |
| Lyudmila Bragina | 1500m (v)              | Goud      | serie 1: 1ste in 4.06,47 (WR) halve finale 2: 1ste in 4.05,07 (WR) finale: 1ste in 4.01,38 (WR) |
| Tamara Kazachkova | 1500m (v)              | 29e       | serie 4: 8ste in 4.20,15 |
| Tamara Pangelova | 1500m (v)              | 7e        | serie 3: 1ste in 4.10,75 halve finale 1: 1ste in 4.07,66 finale: 7de in 4.06,45 |
| Nadezhda Besfamilnaya Galina Bukharina Nadezhda Kolesnikova Marina Sidorova Nadezhda Yudina Lyudmila Zharkova            | 4x100m (v)             | 5e        | serie 1: 2de in 43,77 finale: 5de in 43,59 |
| Valentina Chichayeva Nadezhda Kolesnikova Nataliya Pechonkina-Chistyakova Lyubov Runtso Nijolė Sabaitė Olga Syrovatskaya | 4x400m (v)             | 8e        | serie 1: 3de in 3.30,2 finale: 8ste in 3.31,9 |
| Lyubov Ilyina | verspringen (v)        | 18e       | kwalificatie groep A: 7de met 6,25m |
| Nadezhda Chizhova | kogelstoten (v)        | Goud      | kwalificatie: 5de met 18,54m finale: 1ste met 21,03m (WR) |
| Esfir Dolzhenko | kogelstoten (v)        | 4e        | kwalificatie: 11de met 17,18m finale: 4de met 19,24m |
| Antonina Ivanova | kogelstoten (v)        | 9e        | kwalificatie: 7de met 17,87m finale: 9de met 18,28m |
| Tamara Danilova | discuswerpen (v)       | 4e        | kwalificatie: 3de met 60,34m finale: 4de met 62,86m |
| Faina Melnik | discuswerpen (v)       | Goud      | kwalificatie: 2de met 61,26m finale: 1ste met 66,62m (OR) |
| Lyudmila Muravyova | discuswerpen (v)       | 8e        | kwalificatie: 12de met 55,24m finale: 8ste met 59,00m |
| Svetlana Korolyova | speerwerpen (v)        | 8e        | kwalificatie: 8ste met 55,90m finale: 8ste met 56,36m |
| Nina Marakina | speerwerpen (v)        | 16e       | kwalificatie: 16de met 51,06m |
| Valentina Tikhomirova | vijfkamp (v)           | 5e        | 100m horden: 7de in 13,77 kogelstoten: 5de met 14,64m hoogspringen: 6de met 1,74m verspringen: 13de met 6,15m 200m: 8ste in 24,25 totaal: 4597 punten |
| Nadezhda Tkachenko | vijfkamp (v)           | 9e        | 100m horden: 8ste in 13,81 kogelstoten: 10de met 13,69m hoogspringen: 14de met 1,65m verspringen: 11de met 6,18m 200m: 20ste in 25,19 totaal: 4370 punten |

### Basketbal
| Olympiër | Discipline | Resultaat | Prestatie |
| --- | ---------- | --------- | --- |
| Anatolij Polivoda Modestas Paulauskas Zoerab Sakandelidze Alzjan Zjarmoechamedov Aleksandr Bolosjev Ivan Edesjko Sergej Belov Micheil Korkia Ivan Dvorny Gennadi Volnov Aleksandr Belov Serhij Kovalenko | mannen     | Goud      | groep B: 1ste W van Senegal: 94-52 W van Bondsrepubliek Duitsland: 87-63 W van Italië: 79-66 W van Polen: 94-64 W van Puerto Rico: 100-87 W van Filipijnen: 111-80 W van Joegoslavië: 74-64 halve finale: W van Cuba: 67-61 finale: W van Verenigde Staten: 51-50 |

| Groep B |                          |             |             |             |            |            |            |        |
| #       | Land                     | Wedstrijden | Wedstrijden | Wedstrijden | Doelpunten | Doelpunten | Doelpunten | Punten |
| #       | Land                     | G           | W           | V           | V          | T          | Saldo      | Punten |
| 1       | Sovjet-Unie              | 7           | 7           | 0           | 639        | 479        | +160       | 14     |
| 2       | Italië                   | 7           | 5           | 2           | 547        | 471        | +76        | 12     |
| 3       | Joegoslavië              | 7           | 5           | 2           | 582        | 484        | +98        | 12     |
| 4       | Puerto Rico              | 7           | 5           | 2           | 570        | 531        | +39        | 12     |
| 5       | Bondsrepubliek Duitsland | 7           | 3           | 4           | 482        | 518        | -36        | 10     |
| 6       | Polen                    | 7           | 2           | 5           | 520        | 536        | -16        | 9      |
| 7       | Filipijnen               | 7           | 1           | 6           | 526        | 666        | -140       | 8      |
| 8       | Senegal                  | 7           | 0           | 7           | 405        | 586        | -181       | 7      |

| Ronde          | Datum   | Plaats                   | Land   | Score            | Land |
| -------------- | ------- | ------------------------ | ------ | ---------------- | ---- |
| Groepsfase     |         |                          |        |                  |      |
| 27 augustus    | München | Senegal                  | 52-94  | Sovjet-Unie      |      |
| 28 augustus    | München | Bondsrepubliek Duitsland | 63-87  | Sovjet-Unie      |      |
| 29 augustus    | München | Sovjet-Unie              | 79-66  | Italië           |      |
| 30 augustus    | München | Sovjet-Unie              | 94-64  | Polen            |      |
| 1 september    | München | Sovjet-Unie              | 100-87 | Puerto Rico      |      |
| 2 september    | München | Filipijnen               | 80-111 | Sovjet-Unie      |      |
| 3 september    | München | Joegoslavië              | 67-74  | Sovjet-Unie      |      |
| Halve finale   |         |                          |        |                  |      |
| 7 september    | München | Sovjet-Unie              | 67-61  | Cuba             |      |
| Bronzen finale |         |                          |        |                  |      |
| 9 september    | München | Sovjet-Unie              | 51-50  | Verenigde Staten |      |

### Boksen
| Olympiër            | Discipline  | Resultaat | Prestatie |
| ------------------- | ----------- | --------- | --- |
| Volodymyr Ivanov    | -48kg (m)   | 5e        | 1ste ronde: W van ARG Leyes: 5-0 2de ronde: W van BUL Nikolov: 5-0 kwartfinale: V van HUN Gedó: 2-3 |
| Boris Zoriktuyev    | -51kg (m)   | 5e        | 1ste ronde: vrij 2de ronde: W van VOL Vanlal: knock-out 3de ronde: W van ITA Udella: 3-1 kwartfinale: V van CUB Rodríguez: knock-out                                                                              |
| Vasily Solomin      | -54kg (m)   | 5e        | 1ste ronde: vrij 2de ronde: W van THA Charndej: 5-0 3de ronde: W van ROU Lazar: 4-1 kwartfinale: V van USA Carreras: 2-3                                                                                          |
| Boris Kuznetsov     | -57kg (m)   | Goud      | 1ste ronde: W van NIG Lago: knock-out 2de ronde: W van VEN Baptista: 3-2 3de ronde: W van POL Tomczyk: 5-0 kwartfinale: W van ROU Pometcu: 4-1 halve finale: W van HUN Botos: 5-0 finale: W van KEN Waruinge: 3-2 |
| Gennady Dobrokhotov | -60kg (m)   | 17e       | 1ste ronde: vrij 2de ronde: V van NOR Erik Paulsen: knock-out |
| Anatoly Kamnev      | -63,5kg (m) | 9e        | 1ste ronde: W van BER Johnson: knock-out 2de ronde: V van CUB Molina: knock-out |
| Anatoliy Khokhlov   | -67kg (m)   | 5e        | 1ste ronde: vrij 2de ronde: W van CHI Medina: knock-out 3de ronde: W van IRL Rodgers: 5-0 kwartfinale: V van USA Valdez: 0-5                                                                                      |
| Valeri Tregubov     | -71kg (m)   | 9e        | 1ste ronde: vrij 2de ronde: W van USA Jones: 3-2 3de ronde: V van GBR Minter: 0-5 |
| Vyacheslav Lemeshev | -75kg (m)   | Goud      | 1ste ronde: W van INA Gomnies: knock-out 2de ronde: W van GDR Brauske: 5-0 kwartfinale: W van TUR Kuran: knock-out halve finale: W van USA Johnson: knock-out finale: W van FIN Virtanen: knock-out               |
| Nikolay Anfimov     | -81kg (m)   | 5e        | 1ste ronde: W van BUL Stankov: 5-0 2de ronde: W van EGY Ahmed Ali: knock-out kwartfinale: V van NGR Ikhouria: 2-3                                                                                                 |
| Yuri Nesterov       | +81kg (m)   | 9e        | 1ste ronde: V van USA Bobick: 0-5 |

### Boogschieten
| Olympiër            | Discipline      | Resultaat | Prestatie                                                                             |
| ------------------- | --------------- | --------- | ------------------------------------------------------------------------------------- |
| Mikhail Peunov      | individueel (m) | 12e       | 1ste ronde: 5de met 1222 punten 2de ronde: 24ste met 1175 punten totaal: 2397 punten  |
| Viktor Sidoruk      | individueel (m) | 7e        | 1ste ronde: 7de met 1205 punten 2de ronde: 7de met 1222 punten totaal: 2427 punten    |
| Mati Vaikjärv       | individueel (m) | 24e       | 1ste ronde: 11de met 1194 punten 2de ronde: 30ste met 1169 punten totaal: 2363 punten |
|                     |                 |           |                                                                                       |
| Emma Gapchenko      | individueel (v) | Brons     | 1ste ronde: 2de met 1201 punten 2de ronde: 3de met 1202 punten totaal: 2403 punten    |
| Ketevan Losaberidze | individueel (v) | 4e        | 1ste ronde: 6de met 1195 punten 2de ronde: 2de met 1207 punten totaal: 2402 punten    |
| Alla Peunova        | individueel (v) | 8e        | 1ste ronde: 10de met 1180 punten 2de ronde: 7de met 1184 punten totaal: 2364 punten   |

### Gewichtheffen
| Olympiër           | Discipline  | Resultaat | Prestatie                                                                                                |
| ------------------ | ----------- | --------- | --- |
| Gennady Chetin     | -56kg (m)   | Brons     | drukken: 4de met 120kg trekken: 2de met 107,5kg stoten: 3de met 140kg totaal: 367,5kg                    |
| Dito Shanidze      | -60kg (m)   | Zilver    | drukken: 2de met 127,5kg trekken: 1ste met 120kg stoten: 2de met 152,5kg totaal: 400kg                   |
| Mukharby Kirzhinov | -67,5kg (m) | Goud      | drukken: 3de met 147,5kg trekken: 1ste met 135kg (OR) stoten: 1ste met 177,5kg (WR) totaal: 460kg (WR)   |
| Vladimir Kanygin   | -75kg (m)   | DNF       | drukken: 1ste met 165kg (OR) trekken: geen geldige poging                                                |
| Boris Pavlov       | -82,5kg (m) | DNF       | drukken: geen geldige poging                                                                             |
| Valery Shary       | -82,5kg (m) | DNF       | drukken: geen geldige poging                                                                             |
| David Rigert       | -90kg (m)   | DNF       | drukken: 1ste met 187,5kg (OR) trekken: geen geldige poging                                              |
| Jaan Talts         | -110kg (m)  | Goud      | drukken: 1ste met 210kg (OR) trekken: 1ste met 165kg (OR) stoten: 2de met 205kg totaal: 580kg (OR)       |
| Vasily Alekseyev   | +110kg (m)  | Goud      | drukken: 1ste met 235kg (OR) trekken: 1ste met 175kg (OR) stoten: 1ste met 230kg (OR) totaal: 640kg (OR) |

### Handbal
| Olympiër | Discipline | Resultaat | Prestatie |
| --- | ---------- | --------- | --- |
| Valery Gassy Vasily Ilyin Mikhail Ishchenko Yury Klimov Valentin Kulyov Pavel Kuyavsky Yury Lagutin Mikhail Lutsenko Vladimir Maksimov Albert Oganezov Aleksandr Panov Aleksandr Rezanov Semyonov Anatoly Shevchenko Ivan Usaty Jānis Vilsons | mannen     | 5e        | groep A: 1ste G van Denemarken: 12-12 W van Zweden: 11-11 W van Polen: 17-11 groep I: 3de W van DDR: 11-8 V van Tsjecho-Slowakije: 12-15 5-6de plek: W van Bondsrepubliek Duitsland: 17-16 |

| Groep A |             |             |             |             |             |            |            |            |        |
| #       | Land        | Wedstrijden | Wedstrijden | Wedstrijden | Wedstrijden | Doelpunten | Doelpunten | Doelpunten | Punten |
| #       | Land        | G           | W           | G           | V           | V          | T          | Saldo      | Punten |
| 1       | Sovjet-Unie | 3           | 1           | 2           | 0           | 40         | 34         | +6         | 4      |
| 2       | Zweden      | 3           | 1           | 2           | 0           | 40         | 34         | +6         | 4      |
| 3       | Polen       | 3           | 1           | 1           | 1           | 35         | 38         | -3         | 3      |
| 4       | Denemarken  | 3           | 0           | 1           | 2           | 30         | 39         | -2         | 1      |

| Ronde       | Datum   | Plaats      | Land  | Score       | Land |
| ----------- | ------- | ----------- | ----- | ----------- | ---- |
| Groepsfase  |         |             |       |             |      |
| 30 augustus | München | Denemarken  | 12-12 | Sovjet-Unie |      |
| 1 september | München | Zweden      | 11-11 | Sovjet-Unie |      |
| 3 september | München | Sovjet-Unie | 17-11 | Polen       |      |

| Groep I |                   |             |             |             |             |            |            |            |        |
| #       | Land              | Wedstrijden | Wedstrijden | Wedstrijden | Wedstrijden | Doelpunten | Doelpunten | Doelpunten | Punten |
| #       | Land              | G           | W           | G           | V           | V          | T          | Saldo      | Punten |
| 1       | Tsjecho-Slowakije | 3           | 2           | 0           | 1           | 42         | 38         | +4         | 4      |
| 2       | DDR               | 3           | 2           | 0           | 1           | 36         | 34         | +2         | 4      |
| 3       | Sovjet-Unie       | 3           | 1           | 1           | 1           | 34         | 34         | 0          | 3      |
| 4       | Zweden            | 3           | 0           | 1           | 2           | 34         | 40         | -6         | 1      |

| Ronde        | Datum   | Plaats      | Land  | Score                    | Land |
| ------------ | ------- | ----------- | ----- | ------------------------ | ---- |
| Groepsfase   |         |             |       |                          |      |
| 6 september  | München | Sovjet-Unie | 11-8  | DDR                      |      |
| 8 september  | München | Sovjet-Unie | 12-15 | Tsjecho-Slowakije        |      |
| 5-6de plek   |         |             |       |                          |      |
| 10 september | München | Sovjet-Unie | 17-16 | Bondsrepubliek Duitsland |      |

### Judo
| Olympiër           | Discipline      | Resultaat | Prestatie |
| ------------------ | --------------- | --------- | --- |
| Sergey Suslin      | -63kg (m)       | 13e       | 1ste ronde: vrij 2de ronde: V van HUN Szabó: Yusei-gachi |
| Anatoly Novikov    | -70kg (m)       | Brons     | 1ste ronde: vrij 2de ronde: W van MEX Foullón: Juji-gatame kwartfinale: W van AUT Jungwirth: Ashi-garami halve finale: V van GDR Hötger: Yusei-gachi herkansingen: W van FRG Dörbrandt: Juji-gatame bronzen finale: V van JPN Nomura: ippon                                        |
| Guram Gogolauri    | -80kg (m)       | 5e        | 1ste ronde: W van SEN Cissé: ippon 2de ronde: W van USA Cohen: Kesa-gatame 3de ronde: W van NED Poglajen: Yusei-gachi kwartfinale: W van YUG Obadov: Yusei-gachi halve finale: V van GBR Jacks: Yusei-gachi herkansingen: V van FRA Coche: Yusei-gachi .                           |
| Shota Chochishvili | -93kg (m)       | Goud      | 1ste ronde: vrij 2de ronde: W van JPN Sasahara: Seoi-nage kwartfinale: V van GBR Starbrook: Yusei-gachi herkansingen: W van FRA Albertini: Uchi-mata herkansingen 2: W van USA Wooley: Te-guruma halve finale: W van FRG Barth: Te-guruma finale: W van GBR Starbrook: Yusei-gachi |
| Givi Onashvili     | +93kg (m)       | Brons     | 1ste ronde: W van SEN M'Bodj: Harai-goshi 2de ronde: vrij kwartfinale: W van JPN Nishimura: Yusei-gachi halve finale: W van FRA Brondani: ippon bronzen finale: V van FRG Glahn: Kesa-gatame                                                                                       |
| Vitaly Kuznetsov   | open klasse (m) | Zilver    | 1ste ronde: W van AUS Johnson: Kami-shiho-gatame 2de ronde: W van BRA Ishii: Yoko-shiho-gatame kwartfinale: W van NED Ruska: Yusei-gachi halve finale: W van FRG Glahn: Te-guruma halve finale: W van FRA Parisi: Tai-otoshi finale: V van NED Ruska: Yoko-shiho-gatame            |

### Kanovaren
| Olympiër                                                    | Discipline    | Resultaat | Prestatie                                                                        |
| Slalom                                                      | Slalom        | Slalom    | Slalom                                                                           |
| ----------------------------------------------------------- | ------------- | --------- | -------------------------------------------------------------------------------- |
| Gogi Naskidashvili                                          | K-1 (m)       | 31e       | run 1: 33ste in 479,60 run 2: 28ste in 404,36                                    |
|                                                             |               |           |                                                                                  |
| Biruta Hercova-Hercberga                                    | K-1 (v)       | 19e       | run 1: 17de in 614,42 run 2: 18de in 658,54                                      |
| Sprint                                                      |               |           |                                                                                  |
| Vasiliy Yurchenko                                           | C-1 1000m (m) | 5e        | serie 2: 2de in 4.33,34 finale: 5de in 4.14,43                                   |
| Vladas Česiūnas Yuri Lobanov                                | C-2 1000m (m) | Goud      | serie 1: 1ste in 4.07,73 halve finale 1: 1ste in 3.51,96 finale: 1ste in 3.52,60 |
| Aleksandr Shaparenko                                        | K-1 1000m (m) | Goud      | serie 3: 1ste in 4.02,60 halve finale 3: 1ste in 3.52,14 finale: 1ste in 3.48,06 |
| Nikolai Gorbachev Viktor Kratasyuk                          | K-2 1000m (m) | Goud      | serie 3: 1ste in 3.42,18 halve finale 3: 1ste in 3.30,69 finale: 1ste in 3.31,23 |
| Valeri Didenko Yuri Filatov Vladimir Morozov Yuri Stetsenko | K-4 1000m (m) | Goud      | serie 2: 1ste in 3.18,35 halve finale 2: 1ste in 3.09,68 finale: 1ste in 3.14,02 |
|                                                             |               |           |                                                                                  |
| Yulia Ryabchinskaya                                         | K-1 500m (v)  | Goud      | serie 1: 1ste in 2.09,27 halve finale 1: 1ste in 2.04,67 finale: 1ste in 2.03,17 |
| Yekaterina Kuryshko Lyudmila Pinayeva                       | K-2 500m (v)  | Goud      | serie 1: 1ste in 2.00,31 finale: 1ste in 1.53,50                                 |

### Moderne vijfkamp
| Olympiër                                          | Discipline      | Resultaat | Prestatie |
| ------------------------------------------------- | --------------- | --------- | --- |
| Pavel Lednyov                                     | individueel (m) | Brons     | paardensport: 14de met 1060 punten schermen: 3de met 42 overwinningen schietsport: 4de met 195 punten zwemmen: 18de in 3.42,8 atletiek: 14de in 13.30,7 totaal: 5328 punten         |
| Boris Onishchenko                                 | individueel (m) | Zilver    | paardensport: 42ste met 945 punten schermen: 1ste met 45 overwinningen schietsport: 2de met 197 punten zwemmen: 11de in 3.38,0 atletiek: 21ste in 13.35,2 totaal: 5335 punten       |
| Vladimir Shmelyov                                 | individueel (m) | 5e        | paardensport: 47ste met 920 punten schermen: 7de met 39 overwinningen schietsport: 4de met 195 punten zwemmen: 6de in 3.32,0 atletiek: 6de in 13.01,9 totaal: 5302 punten           |
| Pavel Lednyov Boris Onishchenko Vladimir Shmelyov | team (m)        | Goud      | paardensport: 13de met 2925 punten schermen: 1ste met 3060 punten schietsport: 1ste met 3110 punten zwemmen: 2de met 3396 punten atletiek: 2de met 3477 punten totaal: 15968 punten |

### Paardensport
| Olympiër                                                             | Discipline  | Resultaat | Prestatie |
| Dressuur                                                             | Dressuur    | Dressuur  | Dressuur |
| -------------------------------------------------------------------- | ----------- | --------- | --- |
| Ivan Kalita                                                          | individueel | 5e        | Grand Prix: 6de met 1647 punten ride-off: 5de met 1130 punten                                                                                 |
| Ivan Kizimov                                                         | individueel | 4e        | Grand Prix: 4de met 1701 punten ride-off: 4de met 1159 punten                                                                                 |
| Yelena Petushkova                                                    | individueel | Zilver    | Grand Prix: 2de met 1747 punten ride-off: 2de met 1185 punten                                                                                 |
| Ivan Kalita Ivan Kizimov Yelena Petushkova                           | team        | Goud      | 5095 punten |
| Eventing                                                             |             |           | |
| Valentin Gorelkin                                                    | individueel | 19e       | dressuur: 50ste met 65,33 strafpunten cross-country: 14de met 60,40 punten springconcours: 43ste met 30 strafpunten totaal: 34,93 strafpunten |
| Mamadzhan Ismailov                                                   | individueel | DNF       | dressuur: 43ste met 63,00 strafpunten cross-country: niet gefinisht                                                                           |
| Vladimir Lanyugin                                                    | individueel | 39e       | dressuur: 12de met 45,00 strafpunten cross-country: 42ste met 155,00 punten springconcours: 1ste met 0 strafpunten totaal: 155,00 strafpunten |
| Sergey Mukhin                                                        | individueel | 12e       | dressuur: 11de met 43,33 strafpunten cross-country: 11de met 9,87 punten springconcours: 16de met 10 strafpunten totaal: 0,13 strafpunten     |
| Valentin Gorelkin Mamadzhan Ismailov Vladimir Lanyugin Sergey Mukhin | team        | 7e        | dressuur: 6de met 151,33 strafpunten cross-country: 7de met 138,40 punten springconcours: 7de met 40 strafpunten totaal: 190,06 strafpunten   |
| Springconcours                                                       |             |           | |
| Viktor Lisitsyn                                                      | individueel | DNF       | 1ste ronde: niet gefinisht |
| Viktor Matveyev                                                      | individueel | 31e       | 1ste ronde: 31ste met 16,00 strafpunten |
| Aleksandr Nebogov                                                    | individueel | 41e       | 1ste ronde: 41ste met 22,00 strafpunten |
| Viktor Lisitsyn Viktor Matveyev Aleksandr Nebogov                    | team        | 14e       | 1ste ronde: 14de met 127,25 strafpunten |

### Roeien
| Olympiër | Discipline      | Resultaat | Prestatie                                                                        |
| --- | --------------- | --------- | -------------------------------------------------------------------------------- |
| Yuri Malishev | skiff (m)       | Goud      | serie 2: 1ste in 7.42,67 halve finale 2: 1ste in 8.13,49 finale: 1ste in 7.10,12 |
| Gennadi Korshikov Aleksandr Timoshinin | dubbel-twee (m) | Goud      | serie 3: 1ste in 6.56,17 halve finale 2: 2de in 7.35,33 finale: 1ste in 7.01,77  |
| Vladimir Polyakov Nikolai Vasilyev | twee-zonder (m) | 8e        | serie 3: 1ste in 7.28,97 halve finale 2: 4de in 7.46,18 finale B: 2de in 7.34,37 |
| Vladimir Eshinov Nikolay Ivanov Yuriy Lorentsson | twee-met (m)    | 5e        | serie 4: 1ste in 7.43,84 halve finale 2: 1ste in 8.07,34 finale: 5de in 7.24,44  |
| Igor Kashurov Aleksandr Motin Vitaly Sapronov Anatoliy Tkachuk                                                                                              | vier-zonder (m) | 4e        | serie 4: 1ste in 6.42,40 halve finale 2: 3de in 7.16,59 finale: 4de in 6.31,92   |
| Aleksandr Lyubaturov Igor Rudakov Yury Shamayev Vladimir Soloyov Volodymyr Sterlik                                                                          | vier-met (m)    | 4e        | serie 1: 2de in 6.50,21 halve finale 2: 1ste in 7.09,08 finale: 4de in 6.37,71   |
| Valery Bisarnov Viktor Dementyev Sergey Kolyaskin Aleksandr Martyshkin Viktor Mikheyev Aleksandr Ryazankin Vladimir Savelov Aleksandr Shitov Boris Vorobyov | acht (m)        | 4e        | serie 3: 1ste in 6.12,35 halve finale 1: 2de in 6.24,80 finale: 4de in 6.14,48   |

### Schermen
| Olympiër                                                                               | Discipline      | Resultaat | Prestatie |
| -------------------------------------------------------------------------------------- | --------------- | --------- | --- |
| Grigory Kriss                                                                          | degen (m)       | 12e       | 1ste ronde groep 1: 1ste W van FRG Behr: 5-3 G van SUI Giger: 5-5 W van DEN Askjær-Friis: 5-2 W van IRL Bouchier-Hayes: 5-0 W van HKG Chan: 5-0 2de ronde groep 3: 2de G van AUT Losert: 5-5 V van POL Nielaba: 3-5 G van ITA Granieri: 5-5 W van NOR Mørch: 5-2 W van DEN Askjær-Friis: 5-3 kwartfinale 3: 1ste W van SWE Edling: 5-2 W van FRA Jeanne: 5-4 W van FRG Hehn: 5-1 W van NOR von Krogh: 5-4 V van HUN Kulcsár: 4-5 halve finale 2: 6de V van ROU Pongratz: 2-5 G van FRA Ladègaillerie: 5-5 V van HUN Fenyvesi: 3-5 V van POL Janikowski: 3-5 W van URS Valetov: 5-4 |
| Sergey Paramonov                                                                       | degen (m)       | 11e       | 1ste ronde groep 5: 1ste W van AUT Trost: 5-2 W van GDR Uhlig: 5-3 W van USA Masin: 5-4 W van IRI Pashapour-Alamadari: 5-3 W van LUX Mannelli: 5-2 2de ronde groep 2: 3de G van FIN Hurme: 5-5 V van HUN Fenyvesi: 1-5 W van ROU Bărăgan: 5-1 W van ARG Vergara: 5-1 W van GBR Johnson: 5-4 kwartfinale 1: 2de V van ROU Pongratz: 3-5 W van URS Trost: 5-4 W van POL Gonsior: 5-2 W van FRA Brodin: 5-2 V van HUN Schmitt: 4-5 halve finale 1: 6de V van HUN Kulcsár: 4-5 V van SWE Edling: 2-5 G van FRA Brodin: 5-5 V van GDR Melzig: 3-5 G van SUI Giger: 5-5 |
| Igor Valetov                                                                           | degen (m)       | 10e       | 1ste ronde groep 8: 1ste W van POL Janikowski: 5-3 V van FRA Brodin: 3-5 W van NOR Mørch: 5-2 W van HKG Elliott: 5-1 W van PUR Maldonado: 5-0 2de ronde groep 5: 1ste W van URS Trost: 5-0 V van GDR Uhlig: 3-5 W van GBR Bourne: 5-3 W van CAN Wiedel: 5-3 W van ARG Feraud: 5-2 kwartfinale 4: 3de V van GDR Melzig: 3-5 G van POL Janikowski: 5-5 W van LUX Schiel: 5-1 G van SUI Loetscher: 5-5 W van FIN Hurme: 5-3 halve finale 2: 5de W van ROU Pongratz: 5-1 V van FRA Ladègaillerie: 3-5 V van HUN Fenyvesi: 3-5 V van POL Janikowski: 4-5 V van URS Kriss: 4-5 |
| Grigory Kriss Viktor Modzalevsky Sergey Paramonov Igor Valetov Georgi Zažitski         | degen team (m)  | Brons     | 1ste ronde groep 2: 1ste W van Oostenrijk: 9-3 W van Italië: 13-3 W van Canada: 13-3 kwartfinale: W van Zweden: 8-7 halve finale: V van Hongarije: 5-8 bronzen finale: W van Frankrijk: 9-4 |
| Vladimir Denisov                                                                       | floret (m)      | 5e        | 1ste ronde groep 2: 2de V van GBR Paul: 3-5 W van POL Dabrowski: 5-4 W van ISR Weisenstein: 5-4 W van ITA Simoncelli: 5-4 W van USA Nonna: 5-4 2de ronde groep 2: 2de V van POL Koziejowski: 1-5 W van GBR Paul: 5-1 W van ROU Haukler: 5-1 W van CUB Gil: 5-4 W van AUS Simon: 5-1 kwartfinale 3: 2de V van POL Woyda: 4-5 W van HUN Szabó: 5-3 W van TCH Koukal: 5-2 W van ARG Saucedo: 5-2 V van JPN Nakajima: 5-4 halve finale 2: 2de V van FRA Noël: 3-5 V van ROU Tiu: 2-5 W van FRG Wessel: 5-1 W van FRA Talvard: 5-2 W van POL Koziejowski: 5-0 finale: 5de V van HUN Kamuti: 4-5 V van FRA Noël: 1-5 W van POL Dąbrowski: 5-3 W van ROU Tiu: 5-3 V van POL Woyda: 2-5              |
| Anatoly Koteshev                                                                       | floret (m)      | 11e       | 1ste ronde groep 7: 3de V van FRA Revenu: 0-5 V van USA Freeman: 3-5 W van GBR Breckin: 5-1 W van MEX Calderón: 5-3 W van TUR Erdem: 5-1 W van CAN Wong: 5-4 2de ronde groep 4: 2de V van HUN Kamuti: 1-5 W van ROU Mureșanu: 5-1 W van FRA Noël: 5-1 V van FRG Reichert: 3-5 W van AUT Losert: 5-2 kwartfinale 2: 4de V van HUN Kamuti: 3-5 V van POL Koziejowski: 1-5 W van JPN Serizawa: 5-1 W van GBR Paul: 5-1 V van FRA Talvard: 3-5 |
| Vasily Stankovich                                                                      | floret (m)      | 10e       | 1ste ronde groep 1: 3de V van FRG Wessel: 4-5 V van HUN Kamuti: 1-5 W van MEX Calderón: 5-0 W van IRI Asghar Pashapour-Alamdari: 5-1 W van HKG Chan: 5-2 2de ronde groep 6: 1ste V van ROU Țiu: 1-5 W van ARG Saucedo: 5-2 W van JPN Nakajima: 5-3 W van ISR Weisenstein: 5-0 W van USA Freeman: 5-3 kwartfinale 4: 4de W van FRG Wessel: 5-4 V van FRA Noël: 3-5 W van ROU Haukler: 5-1 V van JPN Uehara: 2-5 V van ITA Granieri: 3-5 |
| Vladimir Denisov Anatoly Koteshev Viktor Putyatin Leonid Romanov Vasily Stankovich     | floret team (m) | Zilver    | 1ste ronde groep 3: 2de V van Japan: 7-9 W van Verenigde Staten: 12-4 kwartfinale: W van DDR: 9-7 halve finale: W van Frankrijk: 9-6 finale: V van Polen: 5-9 |
| Vladimir Nazlymov                                                                      | sabel (m)       | Brons     | 1ste ronde groep 8: 1ste W van POL Majewski: 5-2 V van FRA Bena: 1-5 W van CUB Ortiz: 5-1 W van GRE Chatzisarantos: 5-3 W van MEX Leal: 5-1 2de ronde groep 4: 3de V van HUN Pézsa: 3-5 V van FRA Bena: 4-5 W van AUT Brandstätter: 5-0 W van FRG Höhne: 5-0 W van SUI Gombay: 5-3 kwartfinale 1: 1ste W van USA Apostol: 5-4 W van ITA Aldo Montano: 5-4 W van USA Morales: 5-2 W van FRG Convents: 5-2 V van BUL Stavrev: 4-5 finale: 3de V van HUN Marót: 2-5 W van URS Sidyak: 5-3 W van FRA Bonnissenti: 5-4 W van HUN Kovács: 5-4 V van ITA Maffei: 4-5 |
| Mark Rakita                                                                            | sabel (m)       | 38e       | 1ste ronde groep 2: 5de V van ITA Montano: 3-5 V van AUT Prause: 2-5 V van SUI Gombay: 2-5 V van POL Pawłowski: 1-5 W van HKG Elliott: 5-1 |
| Viktor Sidyak                                                                          | sabel (m)       | Goud      | 1ste ronde groep 3: 1ste W van FRG Höhne: 5-3 W van GBR Deanfield: 5-2 W van USA Apostol: 5-4 W van MEX Calderón: 5-3 W van LIB Merhi: 5-1 2de ronde groep 5: 1ste W van ROU Irimiciuc: 5-3 W van USA Apostol: 5-4 W van NED Ham: 5-1 W van MEX Alva: 5-3 W van FRA Vallée: 5-3 kwartfinale 3: 1ste W van HUN Marót: 5-3 V van POL Nowara: 3-5 W van ROU Budahazi: 5-2 W van FRA Bena: 5-3 W van USA Orban: 5-2 halve finale 2: 1ste W van HUN Kovács: 5-2 W van USA Apostol: 5-3 W van FRG Wischeidt: 5-2 V van FRA Bonnissent: 4-5 V van BUL Stavrev: 3-5 finale: 1ste W van HUN Marót: 5-4 V van URS Nazylmov: 3-5 W van FRA Bonnissenti: 5-2 W van HUN Kovács: 5-3 V van ITA Maffei: 5-1 |
| Viktor Bazhenov Vladimir Nazlymov Mark Rakita Viktor Sidyak Eduard Vinokurov           | sabel team (m)  | Zilver    | 1ste ronde groep 3: 1ste W van Italië: 9-7 W van Groot-Brittannië: 10-6 kwartfinale: W van DDR: 9-4 halve finale: W van Hongarije: 9-7 finale: V van Italië: 5-9 |
|                                                                                        |                 |           | |
| Yelena Belova                                                                          | floret (v)      | 5e        | 1ste ronde groep 8: 1ste W van ITA Consolata Collino: 4-0 W van FRG Gießelmann: 4-2 W van SUI Heitz: 4-0 V van CUB Rodríguez: 3-4 kwartfinale 2: 3de V van ITA Ragno-Lonzi: 0-4 W van POL Balon: 4-3 W van FRG Oertel: 4-3 V van FRA Dumont-Gapais: 3-4 W van HUN Rejtő-Sági: 4-2 halve finale 1: 1ste W van FRA Demaille: 4-2 W van FRA Ceretti: 4-1 W van ITA Consolata Collino: 4-3 V van SWE Palm: 3-4 W van HUN Rejtő-Sági: 4-2 finale: 5de V van ITA Lonzi: 1-4 V van HUN Farkasinszky-Bóbis: 3-4 V van URS Gorokhova: 3-4 W van FRA Demaille: 4-0 W van SWE Palm: 4-1 |
| Galina Gorokhova                                                                       | floret (v)      | Brons     | 1ste ronde groep 5: 1ste W van AUT Radlingmaier: 4-2 W van ROU Gyulai: 4-2 V van ITA Lorenzoni: 1-4 W van CAN Hennyey: 4-0 kwartfinale 1: 3de W van FRA Demaille: 4-3 W van SWE Palm: 4-3 W van FRG Broniecki: 4-2 V van DEN Madsen: 3-4 V van HUN Szolnoki: 3-4 halve finale 2: 2de V van HUN Farkasinszky-Bóbis: 1-4 W van ITA Ragno-Lonzi: 4-0 W van ITA Lorenzoni: 4-2 W van BEL Lecomte: 4-0 V van FRA Dumont-Gapais: 2-4 finale: 3de W van ITA Lonzi: 4-3 V van HUN Farkasinszky-Bóbis: 1-4 W van URS Belova: 4-3 V van FRA Demaille: 3-4 W van SWE Palm: 4-0 |
| Aleksandra Zabelina                                                                    | floret (v)      | 23e       | 1ste ronde groep 1: 1ste W van AUT Repa: 4-2 W van DEN Madsen: 4-1 V van FRA Demaille: 2-4 W van CUB Infante: 4-2 W van USA King: 4-1 kwartfinale 3: 6de V van HUN Farkasinszky-Bóbis: 2-4 V van TCH Ráczová: 3-4 V van ITA Lorenzoni: 1-4 W van ROU Gyulai: 4-1 |
| Yelena Belova Galina Gorokhova Tatyana Samusenko Svetlana Tširkova Aleksandra Zabelina | floret team (v) | Goud      | 1ste ronde groep 3: 1ste W van Hongarije: 9-4 W van Cuba: 11-5 W van Oostenrijk: 14-2 halve finale: W van Roemenië: 9-4 finale: W van Hongarije: 9-5 |

### Schietsport
| Olympiër             | Discipline              | Resultaat | Prestatie                         |
| -------------------- | ----------------------- | --------- | --------------------------------- |
| Vladimir Agishev     | 50m geweer 3 houdingen  | 5e        | '1152 punten: (392-391-369)       |
| Vitaly Parkhimovich  | 50m geweer 3 houdingen  | 11e       | '1144 punten: (396-384-364)       |
| Valentin Kornev      | 50m geweer liggend      | 34e       | '592 punten: (97-99-99-98-100-99) |
| Vitaly Parkhimovich  | 50m geweer liggend      | 18e       | '594 punten: (99-98-99-99-99-100) |
| Valentin Kornev      | 300m geweer 3 houdingen | 8e        | '1143 punten: (391-387-365)       |
| Boris Melnik         | 300m geweer 3 houdingen | Zilver    | '1155 punten: (394-387-374)       |
| Grigory Kosykh       | 50m pistool             | 8e        | '555 punten: (92-93-94-93-93-90)  |
| Vladimir Stolypin    | 50m pistool             | 17e       | '550 punten: (88-94-88-93-95-92)  |
| Igor Bakalov         | 25m snelvuurpistool     | 24e       | '583 punten: (200-199-184)        |
| Viktor Torshin       | 25m snelvuurpistool     | Brons     | '593 punten: (199-197-197)        |
| Yevgeny Petrov       | skeet                   | Zilver    | 195 punten                        |
| Yury Tsuranov        | skeet                   | 13e       | 192 punten                        |
| Aleksandr Alipov     | trap                    | 13e       | 190 punten                        |
| Aleksandr Androshkin | trap                    | 15e       | 190 punten                        |
| Valery Postoyanov    | 50m bewegend doel       | 4e        | '560 punten: (286-274)            |
| Yakov Zheleznyak     | 50m bewegend doel       | Goud      | '569 punten: (289-280)            |

### Schoonspringen
| Olympiër              | Discipline    | Resultaat | Prestatie                                                       |
| --------------------- | ------------- | --------- | --------------------------------------------------------------- |
| Vladimir Kapirulin    | 3m plank (m)  | 18e       | voorronde: 18de met 329,46 punten                               |
| Viacheslav Strahov    | 3m plank (m)  | 6e        | voorronde: 2de met 392,10 punten finale: 6de met 556,20 punten  |
| Vladimir Vasin        | 3m plank (m)  | Goud      | voorronde: 3de met 387,72 punten finale: 1ste met 594,09 punten |
| David Ambarzumian     | 10m toren (m) | 5e        | voorronde: 2de met 314,31 punten finale: 5de met 463,56 punten  |
| Aleksander Gendrikson | 10m toren (m) | 12e       | voorronde: 4de met 305,94 punten finale: 12de met 431,04 punten |
| Vladimir Kapirullin   | 10m toren (m) | 7e        | voorronde: 7de met 296,40 punten finale: 6de met 459,21 punten  |
|                       |               |           |                                                                 |
| Natalia Kusnecova     | 3m plank (v)  | 14e       | voorronde: 14de met 258,45 punten                               |
| Tamara Safonova       | 3m plank (v)  | 17e       | voorronde: 17de met 252,09 punten                               |
| Tatjana Shtyreva      | 3m plank (v)  | 16e       | voorronde: 16de met 252,42 punten                               |
| Natalia Kusnecova     | 10m toren (v) | 13e       | voorronde: 13de met 184,02 punten                               |
| Alla Seiina           | 10m toren (v) | 10e       | voorronde: 9de met 188,13 punten finale: 10de met 314,76 punten |
| Tatjana Shtyreva      | 10m toren (v) | 19e       | voorronde: 19de met 177,33 punten                               |

### Turnen
| Olympiër                                                                                                  | Discipline               | Resultaat | Prestatie |
| --- | ------------------------ | --------- | --- |
| Nikolay Andrianov                                                                                         | brug (m)                 | 6e        | kwalificatie: 6de met 19,05 punten finale: 6de met 17,975 punten |
| Viktor Klimenko                                                                                           | brug (m)                 | 4e        | kwalificatie: 3de met 19,25 punten finale: 4de met 19,125 punten |
| Aleksandr Maleyev                                                                                         | brug (m)                 | 17e       | kwalificatie: 17de met 18,60 punten |
| Edvard Mikaelyan                                                                                          | brug (m)                 | 11e       | kwalificatie: 11de met 18,85 punten |
| Vladimir Shchukin                                                                                         | brug (m)                 | 45e       | kwalificatie: 45ste met 18,15 punten |
| Mikhail Voronin                                                                                           | brug (m)                 | 6e        | kwalificatie: 6de met 19,05 punten |
| Nikolay Andrianov                                                                                         | paard voltige (m)        | 17e       | kwalificatie: 17de met 18,30 punten |
| Viktor Klimenko                                                                                           | paard voltige (m)        | Goud      | kwalificatie: 2de met 19,05 punten finale: 1ste met 19,125 punten |
| Aleksandr Maleyev                                                                                         | paard voltige (m)        | 19e       | kwalificatie: 19de met 18,25 punten |
| Edvard Mikaelyan                                                                                          | paard voltige (m)        | 8e        | kwalificatie: 8ste met 18,60 punten |
| Vladimir Shchukin                                                                                         | paard voltige (m)        | 24e       | kwalificatie: 24ste met 18,10 punten |
| Mikhail Voronin                                                                                           | paard voltige (m)        | 5e        | kwalificatie: 5de met 18,85 punten finale: 5de met 18,875 punten |
| Nikolay Andrianov                                                                                         | rekstok (m)              | 6e        | kwalificatie: 6de met 19,20 punten finale: 6de met 19,100 punten |
| Viktor Klimenko                                                                                           | rekstok (m)              | 26e       | kwalificatie: 26ste met 18,40 punten |
| Aleksandr Maleyev                                                                                         | rekstok (m)              | 19e       | kwalificatie: 19de met 18,55 punten |
| Edvard Mikaelyan                                                                                          | rekstok (m)              | 8e        | kwalificatie: 8ste met 19,05 punten |
| Vladimir Shchukin                                                                                         | rekstok (m)              | 10e       | kwalificatie: 10de met 18,85 punten |
| Mikhail Voronin                                                                                           | rekstok (m)              | 10e       | kwalificatie: 10de met 18,85 punten |
| Nikolay Andrianov                                                                                         | ringen (m)               | 6e        | kwalificatie: 6de met 19,00 punten |
| Viktor Klimenko                                                                                           | ringen (m)               | 16e       | kwalificatie: 16de met 18,70 punten |
| Aleksandr Maleyev                                                                                         | ringen (m)               | 22e       | kwalificatie: 22ste met 18,40 punten |
| Edvard Mikaelyan                                                                                          | ringen (m)               | 12e       | kwalificatie: 12de met 18,80 punten |
| Vladimir Shchukin                                                                                         | ringen (m)               | 22e       | kwalificatie: 22ste met 18,40 punten |
| Mikhail Voronin                                                                                           | ringen (m)               | Zilver    | kwalificatie: 2de met 19,25 punten finale: 2de met 19,275 punten |
| Nikolay Andrianov                                                                                         | sprong (m)               | Brons     | kwalificatie: 1ste met 19,20 punten finale: 3de met 18,800 punten |
| Viktor Klimenko                                                                                           | sprong (m)               | Zilver    | kwalificatie: 4de met 18,80 punten finale: 2de met 18,825 punten |
| Aleksandr Maleyev                                                                                         | sprong (m)               | 30e       | kwalificatie: 30ste met 18,30 punten |
| Edvard Mikaelyan                                                                                          | sprong (m)               | 23e       | kwalificatie: 23ste met 18,40 punten |
| Vladimir Shchukin                                                                                         | sprong (m)               | 41e       | kwalificatie: 41ste met 18,20 punten |
| Mikhail Voronin                                                                                           | sprong (m)               | 16e       | kwalificatie: 16de met 18,50 punten |
| Nikolay Andrianov                                                                                         | vloer (m)                | Goud      | kwalificatie: 2de met 19,05 punten finale: 1ste met 19,175 punten |
| Viktor Klimenko                                                                                           | vloer (m)                | 19e       | kwalificatie: 19de met 18,45 punten |
| Aleksandr Maleyev                                                                                         | vloer (m)                | 14e       | kwalificatie: 14de met 18,60 punten |
| Edvard Mikaelyan                                                                                          | vloer (m)                | 10e       | kwalificatie: 10de met 18,80 punten |
| Vladimir Shchukin                                                                                         | vloer (m)                | 16e       | kwalificatie: 16de met 18,50 punten |
| Mikhail Voronin                                                                                           | vloer (m)                | 19e       | kwalificatie: 19de met 18,45 punten |
| Nikolay Andrianov                                                                                         | individuele meerkamp (m) | 4e        | kwalificatie: 5de brug: 6de met 19,05 punten paard voltige: 17de met 18,30 punten rekstok: 6de met 19,20 punten ringen: 6de met 19,00 punten sprong: 1ste met 19,20 punten vloer: 2de met 19,05 punten totaal: 113,80 punten finale: 4de brug: 8ste met 9,40 punten paard voltige: 2de met 9,55 punten rekstok: 3de met 9,65 punten ringen: 5de met 9,50 punten sprong: 1ste met 9,75 punten vloer: 3de met 9,45 punten totaal: 114,200 punten                  |
| Viktor Klimenko                                                                                           | individuele meerkamp (m) | 6e        | kwalificatie: 8ste brug: 3de met 19,25 punten paard voltige: 2de met 19,05 punten rekstok: 26ste met 18,40 punten ringen: 16de met 18,70 punten sprong: 4de met 18,80 punten vloer: 19de met 18,45 punten totaal: 112,65 punten finale: 6de brug: 1ste met 9,65 punten paard voltige: 10de met 9,35 punten rekstok: 10de met 9,55 punten ringen: 13de met 9,35 punten sprong: 9de met 9,40 punten vloer: 3de met 9,45 punten totaal: 113,075 punten             |
| Aleksandr Maleyev                                                                                         | individuele meerkamp (m) | 18e       | kwalificatie: 19de brug: 17de met 18,60 punten paard voltige: 19de met 18,25 punten rekstok: 19de met 18,55 punten ringen: 22ste met 18,40 punten sprong: 30ste met 18,30 punten vloer: 14de met 18,60 punten totaal: 110,70 punten finale: 18de brug: 22ste met 9,25 punten paard voltige: 22ste met 9,15 punten rekstok: 22ste met 9,40 punten ringen: 19de met 9,30 punten sprong: 24ste met 9,15 punten vloer: 24ste met 9,05 punten totaal: 110,650 punten |
| Edvard Mikaelyan                                                                                          | individuele meerkamp (m) | 20e       | kwalificatie: 9de brug: 11de met 18,85 punten paard voltige: 8ste met 18,60 punten rekstok: 8ste met 19,05 punten ringen: 12de met 18,80 punten sprong: 23ste met 18,40 punten vloer: 10de met 18,80 punten totaal: 112,50 punten finale: 20ste brug: 33ste met 9,00 punten paard voltige: 36ste met 8,30 punten rekstok: 10de met 9,55 punten ringen: 21ste met 9,25 punten sprong: 30ste met 9,00 punten vloer: 11de met 9,20 punten totaal: 110,550 punten   |
| Vladimir Shchukin                                                                                         | individuele meerkamp (m) | 16e       | kwalificatie: 21ste brug: 45ste met 18,15 punten paard voltige: 24ste met 18,10 punten rekstok: 10de met 18,85 punten ringen: 22ste met 18,40 punten sprong: 41ste met 18,20 punten vloer: 16de met 18,50 punten totaal: 110,20 punten finale: 16de brug: 23ste met 9,20 punten paard voltige: 26ste met 9,05 punten rekstok: 10de met 9,55 punten ringen: 19de met 9,30 punten sprong: 7de met 9,45 punten vloer: 15de met 9,15 punten totaal: 110,800 punten  |
| Mikhail Voronin                                                                                           | individuele meerkamp (m) | 12e       | kwalificatie: 7de brug: 6de met 19,05 punten paard voltige: 5de met 18,85 punten rekstok: 10de met 18,85 punten ringen: 2de met 19,25 punten sprong: 16de met 18,50 punten vloer: 19de met 19,45 punten totaal: 112,95 punten finale: 12de brug: 34ste met 8,90 punten paard voltige: 6de met 9,40 punten rekstok: 22ste met 9,40 punten ringen: 3de met 9,55 punten sprong: 30ste met 9,00 punten vloer: 35ste met 8,80 punten totaal: 111,525 punten          |
| Nikolaj Andrianov Mikhail Voronin Viktor Klimenko Edvard Mikhaeljan Aleksandr Malejev Vladimir Sjtsjoekin | meerkamp team (m)        | Zilver    | brug: 2de met 94,80 punten paard voltige: 2de met 93,30 punten rekstok: 2de met 94,50 punten ringen: 2de met 94,30 punten sprong: 2de met 93,25 punten vloer: 2de met 93,90 punten totaal: 564,05 punten |
| |                          |           | |
| Lyubov Burda                                                                                              | balk (v)                 | 8e        | kwalificatie: 8ste met 18,55 punten |
| Olga Korbut                                                                                               | balk (v)                 | Goud      | kwalificatie: 2de met 19,00 punten finale: 1ste met 19,400 punten |
| Antanina Koshal                                                                                           | balk (v)                 | 12e       | kwalificatie: 12de met 18,35 punten |
| Tamara Lazakovich                                                                                         | balk (v)                 | Zilver    | kwalificatie: 1ste met 19,15 punten finale: 2de met 19,375 punten |
| Elvira Saadi                                                                                              | balk (v)                 | 10e       | kwalificatie: 10de met 18,45 punten |
| Lyudmila Turishcheva                                                                                      | balk (v)                 | 5e        | kwalificatie: 4de met 18,80 punten finale: 5de met 18,800 punten |
| Lyubov Burda                                                                                              | brug (v)                 | 10e       | kwalificatie: 10de met 18,75 punten |
| Olga Korbut                                                                                               | brug (v)                 | Zilver    | kwalificatie: 2de met 19,30 punten finale: 2de met 19,450 punten |
| Antanina Koshal                                                                                           | brug (v)                 | 49e       | kwalificatie: 49ste met 18,00 punten |
| Tamara Lazakovich                                                                                         | brug (v)                 | 7e        | kwalificatie: 7de met 19,05 punten |
| Elvira Saadi                                                                                              | brug (v)                 | 18e       | kwalificatie: 18de met 18,60 punten |
| Lyudmila Turishcheva                                                                                      | brug (v)                 | 4e        | kwalificatie: 4de met 19,25 punten finale: 4de met 19,425 punten |
| Lyubov Burda                                                                                              | sprong (v)               | 4e        | kwalificatie: 4de met 19,05 punten finale: 4de met 19,225 punten |
| Olga Korbut                                                                                               | sprong (v)               | 5e        | kwalificatie: 4de met 19,05 punten finale: 5de met 19,175 punten |
| Antanina Koshal                                                                                           | sprong (v)               | 12e       | kwalificatie: 12de met 18,60 punten |
| Tamara Lazakovich                                                                                         | sprong (v)               | 6e        | kwalificatie: 6de met 18,90 punten finale: 6de met 19,050 punten |
| Elvira Saadi                                                                                              | sprong (v)               | 9e        | kwalificatie: 9de met 18,80 punten |
| Lyudmila Turishcheva                                                                                      | sprong (v)               | Brons     | kwalificatie: 1ste met 19,30 punten finale: 3de met 19,250 punten |
| Lyubov Burda                                                                                              | vloer (v)                | 5e        | kwalificatie: 5de met 19,00 punten finale: 5de met 19,100 punten |
| Olga Korbut                                                                                               | vloer (v)                | Goud      | kwalificatie: 2de met 19,35 punten finale: 1ste met 19,575 punten |
| Antanina Koshal                                                                                           | vloer (v)                | 33e       | kwalificatie: 33ste met 18,05 punten |
| Tamara Lazakovich                                                                                         | vloer (v)                | Brons     | kwalificatie: 3de met 19,30 punten finale: 3de met 19,450 punten |
| Elvira Saadi                                                                                              | vloer (v)                | 9e        | kwalificatie: 9de met 18,80 punten |
| Lyudmila Turishcheva                                                                                      | vloer (v)                | Zilver    | kwalificatie: 1ste met 19,50 punten finale: 2de met 19,550 punten |
| Lyubov Burda                                                                                              | individuele meerkamp (v) | 5e        | kwalificatie: 6de balk: 8ste met 18,55 punten brug: 10de met 18,75 punten sprong: 4de met 19,05 punten vloer: 5de met 19,00 punten totaal: 75,35 punten finale: 5de balk: 5de met 9,40 punten brug: 7de met 9,50 punten sprong: 6de met 9,55 punten vloer: 4de met 9,65 punten totaal: 75,775 punten |
| Olga Korbut                                                                                               | individuele meerkamp (v) | 7e        | kwalificatie: 3de balk: 2de met 19,00 punten brug: 2de met 19,30 punten sprong: 4de met 19,05 punten vloer: 2de met 19,35 punten totaal: 76,70 punten finale: 7de balk: 1ste met 9,80 punten brug: 35ste met 7,50 punten sprong: 2de met 9,65 punten vloer: 2de met 9,80 punten totaal: 75,100 punten |
| Antanina Koshal                                                                                           | individuele meerkamp (v) | 16e       | kwalificatie: 16de balk: 12de met 18,35 punten brug: 49ste met 18,00 punten sprong: 12de met 18,60 punten vloer: 33ste met 18,05 punten totaal: 73,00 punten finale: 16de balk: 5de met 9,40 punten brug: 12de met 9,40 punten sprong: 8ste met 9,50 punten vloer: 16de met 9,40 punten totaal: 74,200 punten |
| Tamara Lazakovich                                                                                         | individuele meerkamp (v) | Brons     | kwalificatie: 4de balk: 1ste met 19,15 punten brug: 7de met 19,05 punten sprong: 6de met 18,90 punten vloer: 3de met 19,30 punten totaal: 76,40 punten finale: 3de balk: 2de met 9,75 punten brug: 1ste met 9,70 punten sprong: 6de met 9,55 punten vloer: 4de met 9,65 punten totaal: 76,850 punten |
| Elvira Saadi                                                                                              | individuele meerkamp (v) | 8e        | kwalificatie: 8ste balk: 10de met 18,45 punten brug: 18de met 18,60 punten sprong: 9de met 18,80 punten vloer: 9de met 18,80 punten totaal: 74,65 punten finale: 8ste balk: 5de met 9,40 punten brug: 12de met 9,40 punten sprong: 13de met 9,40 punten vloer: 7de met 9,55 punten totaal: 75,075 punten |
| Lyudmila Turishcheva                                                                                      | individuele meerkamp (v) | Goud      | kwalificatie: 1ste balk: 4de met 18,80 punten brug: 4de met 19,25 punten sprong: 1ste met 19,30 punten vloer: 1ste met 19,50 punten totaal: 76,85 punten finale: 1ste balk: 5de met 9,40 punten brug: 3de met 9,65 punten sprong: 2de met 9,65 punten vloer: 1ste met 9,90 punten totaal: 77,025 punten |
| Ljoedmila Toerisjtsjeva Olga Korboet Tamara Lazakovitsj Ljoebov Boerda Elvira Saadi Antonina Kosjel       | meerkamp team (v)        | Goud      | balk: 1ste met 94,10 punten brug: 2de met 95,25 punten sprong: 1ste met 95,20 punten vloer: 1ste met 95,95 punten totaal: 380,50 punten |

### Voetbal
| Olympiër | Discipline | Resultaat | Prestatie |
| --- | ---------- | --------- | --- |
| Arkadi Andreasjan Oleh Blochin Revaz Dzodzoeasjvli Joeri Istomin Andrej Jakoebik Joeri Jelisejev Gennadi Jevrjoezjchin Vladimir Kaplitsjny Moertaz Choertsilava Viktor Kolotov Anatoli Koeksov Jevgeni Lovtsjev Sergej Olsjanski Vladimir Onisjtsjenko Vladimir Pilgoej Jevgeni Roedakov Jozjef Sabo Vjatsjeslav Semjonov Oganes Zanazanjan | mannen     | Brons     | groep B: 1ste W van Birma: 1-0 W van Soedan: 2-1 W van Mexico: 4-1 2de ronde groep 2: 2de W van Marokko: 3-0 V van Polen: 1-2 W van Denemarken: 4-0 bronzen finale: G van DDR: 2-2 |

| Groep B |             |             |             |             |             |            |            |            |        |
| #       | Land        | Wedstrijden | Wedstrijden | Wedstrijden | Wedstrijden | Doelpunten | Doelpunten | Doelpunten | Punten |
| #       | Land        | G           | W           | G           | V           | V          | T          | Saldo      | Punten |
| 1       | Sovjet-Unie | 3           | 3           | 0           | 0           | 7          | 2          | +5         | 6      |
| 2       | Mexico      | 3           | 2           | 0           | 1           | 3          | 4          | -1         | 4      |
| 3       | Birma       | 3           | 1           | 0           | 2           | 2          | 2          | 0          | 2      |
| 4       | Soedan      | 3           | 0           | 0           | 3           | 1          | 5          | -4         | 0      |

| Ronde       | Datum      | Plaats      | Land | Score  | Land |
| ----------- | ---------- | ----------- | ---- | ------ | ---- |
| Groepsfase  |            |             |      |        |      |
| 28 augustus | Regensburg | Sovjet-Unie | 1-0  | Birma  |      |
| 30 augustus | München    | Sovjet-Unie | 2-1  | Soedan |      |
| 1 september | Regensburg | Sovjet-Unie | 4-1  | Mexico |      |

| Groep 2 |             |             |             |             |             |            |            |            |        |
| #       | Land        | Wedstrijden | Wedstrijden | Wedstrijden | Wedstrijden | Doelpunten | Doelpunten | Doelpunten | Punten |
| #       | Land        | G           | W           | G           | V           | V          | T          | Saldo      | Punten |
| 1       | Polen       | 3           | 2           | 1           | 0           | 9          | 2          | +7         | 5      |
| 2       | Sovjet-Unie | 3           | 2           | 0           | 1           | 7          | 4          | +3         | 4      |
| 3       | Denemarken  | 3           | 1           | 0           | 2           | 1          | 9          | -8         | 2      |
| 4       | Marokko     | 3           | 0           | 1           | 2           | 4          | 6          | -2         | 1      |

| Ronde          | Datum    | Plaats      | Land | Score      | Land |
| -------------- | -------- | ----------- | ---- | ---------- | ---- |
| Groepsfase     |          |             |      |            |      |
| 3 september    | München  | Sovjet-Unie | 3-0  | Marokko    |      |
| 5 september    | Augsburg | Sovjet-Unie | 1-2  | Polen      |      |
| 8 september    | Augsburg | Sovjet-Unie | 4-0  | Denemarken |      |
| Bronzen finale |          |             |      |            |      |
| 10 september   | München  | Sovjet-Unie | 2-2  | DDR        |      |

### Volleybal

#### Mannen
| Olympiër | Discipline | Resultaat | Prestatie |
| --- | ---------- | --------- | --- |
| Viktor Borshch Yefim Chulak Vyacheslav Domani Vladimir Kondra Valeri Kravchenko Yevhen Lapinsky Vladimir Patkin Yuriy Poyarkov Vladimir Putyatov Aleksandr Saprykin Yuri Starunsky Leonid Zayko | zaal (m)   | Brons     | groep A: 1ste W van Tunesië: 3-0 (15-10, 15-6, 15-4) W van Zuid-Korea: 3-0 (17-15, 15-12, 15-4) W van Bulgarije: 3-1 (9-15, 15-10, 15-11, 15-10) W van Tsjecho-Slowakije: 3-0 (15-10, 15-10, 15-12) W van Polen: 3-2 (11-15, 15-12, 15-12, 10-15, 15-13) halve finale: V van DDR: 1-3 (6-15, 8-15, 15-13, 9-15) bronzen finale: W van Bulgarije: 3-0 (15-11, 15-8, 15-13) |

| Groep A |                   |             |             |             |             |             |             |        |        |        |        |
| #       | Land              | Wedstrijden | Wedstrijden | Wedstrijden | Wedstrijden | Wedstrijden | Wedstrijden | Punten | Punten | Punten | Punten |
| #       | Land              | G           | W           | V           | SW          | SV          | SR          | SPW    | SPL    | Saldo  | Punten |
| 1       | Sovjet-Unie       | 5           | 5           | 0           | 15          | 3           | +12         | 257    | 196    | +61    | 10     |
| 2       | Bulgarije         | 5           | 4           | 1           | 13          | 8           | +5          | 294    | 235    | +59    | 9      |
| 3       | Tsjecho-Slowakije | 5           | 3           | 2           | 11          | 6           | +5          | 230    | 205    | +25    | 8      |
| 4       | Zuid-Korea        | 5           | 2           | 3           | 7           | 10          | -3          | 209    | 197    | +12    | 7      |
| 5       | Polen             | 5           | 1           | 4           | 8           | 12          | -4          | 237    | 259    | -22    | 6      |
| 6       | Tunesië           | 5           | 0           | 5           | 0           | 15          | -15         | 90     | 225    | -135   | 5      |

| Ronde          | Datum   | Plaats      | Land | Score             | Land |
| -------------- | ------- | ----------- | ---- | ----------------- | ---- |
| Groepsfase     |         |             |      |                   |      |
| 27 augustus    | München | Sovjet-Unie | 3-0  | Tunesië           |      |
| 29 augustus    | München | Sovjet-Unie | 3-0  | Zuid-Korea        |      |
| 31 augustus    | München | Sovjet-Unie | 3-1  | Bulgarije         |      |
| 2 september    | München | Sovjet-Unie | 3-0  | Tsjecho-Slowakije |      |
| 5 september    | München | Sovjet-Unie | 3-2  | Polen             |      |
| Halve finale   |         |             |      |                   |      |
| 8 september    | München | Sovjet-Unie | 1-3  | DDR               |      |
| Bronzen finale |         |             |      |                   |      |
| 9 september    | München | Sovjet-Unie | 3-0  | Bulgarije         |      |

#### Vrouwen
| Olympiër | Discipline | Resultaat | Prestatie |
| --- | ---------- | --------- | --- |
| Lyudmila Borozna Lyudmila Buldakova Vera Galushka-Duyunova Tatyana Gonobobleva Natalya Kudreva Galina Leontyeva Tatyana Ponyaeva-Tretyakova Inna Ryskal Roza Salikhova Tatyana Sarycheva Nina Smoleeva Lyubov Turina | zaal (v)   | Goud      | groep A: 1ste W van Zuid-Korea: 3-1 (11-15, 15-8, 15-7, 15-7) W van Bondsrepubliek Duitsland: 3-0 (15-5, 15-7, 15-9) W van Hongarije: 3-1 (15-12, 15-2, 13-15, 15-9) halve finale: W van Pakistan: 3-1 (15-10, 16-14, 7-15, 15-8) finale: W van Japan: 3-2 (15-11, 4-15, 15-11, 9-15, 15-11) |

| Groep A |                          |             |             |             |             |             |             |        |        |        |        |
| #       | Land                     | Wedstrijden | Wedstrijden | Wedstrijden | Wedstrijden | Wedstrijden | Wedstrijden | Punten | Punten | Punten | Punten |
| #       | Land                     | G           | W           | V           | SW          | SV          | SR          | SPW    | SPL    | Saldo  | Punten |
| 1       | Sovjet-Unie              | 3           | 3           | 0           | 9           | 2           | +11         | 159    | 96     | +63    | 6      |
| 2       | Zuid-Korea               | 3           | 2           | 1           | 7           | 3           | +4          | 127    | 99     | +28    | 5      |
| 3       | Hongarije                | 3           | 1           | 2           | 4           | 6           | -2          | 114    | 131    | -17    | 4      |
| 4       | Bondsrepubliek Duitsland | 3           | 0           | 3           | 0           | 9           | -9          | 61     | 135    | -74    | 3      |

| Ronde        | Datum   | Plaats      | Land | Score                    | Land |
| ------------ | ------- | ----------- | ---- | ------------------------ | ---- |
| Groepsfase   |         |             |      |                          |      |
| 27 augustus  | München | Zuid-Korea  | 1-3  | Sovjet-Unie              |      |
| 29 augustus  | München | Sovjet-Unie | 3-0  | Bondsrepubliek Duitsland |      |
| 31 augustus  | München | Hongarije   | 1-3  | Sovjet-Unie              |      |
| Halve finale |         |             |      |                          |      |
| 3 september  | München | Sovjet-Unie | 3-1  | Pakistan                 |      |
| Finale       |         |             |      |                          |      |
| 7 september  | München | Japan       | 2-3  | Sovjet-Unie              |      |

### Waterpolo
| Olympiër | Discipline | Resultaat | Prestatie |
| --- | ---------- | --------- | --- |
| Anatoli Akimov Aleksei Barkalov Aleksandr Dolgushin Aleksandr Dreval Vadim Gulyaev Aleksandr Kabanov Nikolai Melnikov Leonid Osipov Aleksandr Shidlovsky Vladimir Shmudsky Viacheslav Sobchenko | mannen     | Goud      | groep C: 1ste W van Italië: 4-1 W van Japan: 11-1 W van Bulgarije: 7-2 W van Spanje: 8-5 finale groep: 1ste W van Joegoslavië: 5-4 W van Bondsrepubliek Duitsland: 4-2 G van Verenigde Staten: 6-6 G van Hongarije: 3-3 |

| Groep C |             |             |             |             |             |            |            |            |        |
| #       | Land        | Wedstrijden | Wedstrijden | Wedstrijden | Wedstrijden | Doelpunten | Doelpunten | Doelpunten | Punten |
| #       | Land        | G           | W           | G           | V           | V          | T          | Saldo      | Punten |
| 1       | Sovjet-Unie | 4           | 4           | 0           | 0           | 30         | 9          | +21        | 8      |
| 2       | Italië      | 4           | 3           | 0           | 1           | 25         | 16         | +9         | 6      |
| 3       | Spanje      | 4           | 2           | 0           | 2           | 19         | 20         | -1         | 4      |
| 4       | Bulgarije   | 4           | 1           | 0           | 3           | 18         | 25         | -7         | 2      |
| 5       | Japan       | 4           | 0           | 0           | 2           | 14         | 36         | -22        | 0      |

| Ronde       | Datum   | Plaats      | Land | Score       | Land |
| ----------- | ------- | ----------- | ---- | ----------- | ---- |
| Groepsfase  |         |             |      |             |      |
| 28 augustus | München | Italië      | 1-4  | Sovjet-Unie |      |
| 28 augustus | München | Sovjet-Unie | 11-1 | Japan       |      |
| 29 augustus | München | Sovjet-Unie | 7-2  | Bulgarije   |      |
| 30 augustus | München | Spanje      | 5-8  | Sovjet-Unie |      |

| Finale groep |                          |             |             |             |             |        |        |        |        |
| #            | Land                     | Wedstrijden | Wedstrijden | Wedstrijden | Wedstrijden | Punten | Punten | Punten | Punten |
| #            | Land                     | G           | W           | G           | V           | V      | T      | Saldo  | Punten |
| 1            | Sovjet-Unie              | 5           | 3           | 2           | 0           | 22     | 16     | +6     | 8      |
| 2            | Hongarije                | 5           | 3           | 2           | 0           | 23     | 18     | +5     | 8      |
| 3            | Verenigde Staten         | 5           | 2           | 1           | 2           | 24     | 23     | +1     | 6      |
| 4            | Bondsrepubliek Duitsland | 5           | 0           | 3           | 3           | 13     | 18     | -5     | 3      |
| 5            | Joegoslavië              | 5           | 1           | 2           | 2           | 20     | 24     | -4     | 3      |
| 6            | Italië                   | 5           | 0           | 2           | 3           | 21     | 26     | -5     | 2      |

| Ronde       | Datum   | Plaats                   | Land | Score       | Land |
| ----------- | ------- | ------------------------ | ---- | ----------- | ---- |
| Groepsfase  |         |                          |      |             |      |
| 1 september | München | Joegoslavië              | 4-5  | Sovjet-Unie |      |
| 2 september | München | Bondsrepubliek Duitsland | 2-4  | Sovjet-Unie |      |
| 3 september | München | Verenigde Staten         | 6-6  | Sovjet-Unie |      |
| 4 september | München | Hongarije                | 3-3  | Sovjet-Unie |      |

### Wielersport
| Olympiër                                                           | Discipline               | Resultaat | Prestatie |
| Baan                                                               | Baan                     | Baan      | Baan |
| ------------------------------------------------------------------ | ------------------------ | --------- | --- |
| Serhiy Kravtsov                                                    | sprint (m)               | 9e        | 1ste ronde serie 2: 1ste in 11,83 2de ronde serie 2: 1ste in 11,35 3de ronde serie 2: 3de herkansingen: 3de |
| Omar Pkhak'adze                                                    | sprint (m)               | Brons     | 1ste ronde serie 8: 1ste in 11,64 2de ronde serie 8: 2de herkansingen: 1ste in 11,56 3de ronde serie 4: 1ste in 11,43 kwartfinale: W van ITA Marino: 2-1 halve finale: V van AUS Nicholson: 0-2 bronzen finale: W van NED Balk: 2-1 |
| Eduard Rapp                                                        | tijdrit (m)              | 8e        | 1.07,73 |
| Vladimir Semenets Igor Tselovalnikov                               | tandem (m)               | Goud      | 1ste ronde: W van USA Spencer/Therrio: 10,37 kwartfinale: W van TCH Kučírek/Popelka: 2-0 halve finale: W van FRA Morelon/Trentin: 2-0 finale: W van GDR Geschke/Otto: 2-1                                                           |
| Viktor Bykov Vladimir Kuznetsov Anatoly Stepanenko Aleksandr Yudin | ploegenachtervolging (m) | 5e        | kwalificatie: 3de in 4.26,53 kwartfinale: V van Polen: 4.26,75 |
| Weg                                                                |                          |           | |
| Valery Likhachov                                                   | wegwedstrijd (m)         | 34e       | 4:17.09 |
| Anatoly Starkov                                                    | wegwedstrijd (m)         | 35e       | 4:17.09 |
| Ivan Trifonov                                                      | wegwedstrijd (m)         | DNF       | niet gefinisht |
| Valery Yardy                                                       | wegwedstrijd (m)         | DNF       | niet gefinisht |
| Valery Likhachov Anatoly Starkov Ivan Trifonov Valery Yardy        | ploegentijdrit (m)       | Goud      | 2:11.17,8 |

### Worstelen
| Olympiër             | Discipline  | Resultaat   | Prestatie |
| Vrije stijl          | Vrije stijl | Vrije stijl | Vrije stijl |
| -------------------- | ----------- | ----------- | --- |
| Roman Dmitriyev      | -48kg (m)   | Goud        | 1ste ronde: W van IND Maruti: val 2de ronde: W van JPN Umeda: beslissing 3de ronde: vrij 4de ronde: W van BUL Nikolov: beslissing 5de ronde: V van IRI Javadi: beslissing 6de ronde: W van BUL Nikolov: beslissing                                                                             |
| Arsen Alakhverdiyev  | -52kg (m)   | Zilver      | 1ste ronde: W van AFG Arref: beslissing 2de ronde: W van PAN Castillo: beslissing 3de ronde: W van MGL Ganbat: beslissing 4de ronde: W van ITA Grassi: val 5de ronde: G van ROU Ciarnău 6de ronde: W van IND Kumar: beslissing 7de ronde: G van PRK Kim 8ste ronde: V van JPN Kato: beslissing |
| Ivan Kuleshov        | -57kg (m)   | 13e         | 1ste ronde: W van MGL Khoilogdorj: beslissing 2de ronde: W van CAN Beiler: beslissing 3de ronde: V van BUL Shavov: val 4de ronde: V van HUN Klinga: val |
| Zagalav Abdulbekov   | -62kg (m)   | Goud        | 1ste ronde: W van SUI Tanner: beslissing 2de ronde: W van MGL Oidov: val 3de ronde: W van USA Davis: val 4de ronde: W van JPN Abe: beslissing 5de ronde: vrij 6de ronde: G van BUL Krastev 7de ronde: W van TUR Akdağ: val 8ste ronde: G van BUL Krastev: beslissing                           |
| Ruslan Ashuraliyev   | -68kg (m)   | Brons       | 1ste ronde: W van BUL Yuseinov: beslissing 2de ronde: W van PAN Olmedo: beslissing 3de ronde: W van TCH Engel: val 4de ronde: W van ROU Poalelungi: val 5de ronde: V van TUR Şahin: beslissing 6de ronde: V van JPN Wada: beslissing 7de ronde: V van USA Gable: beslissing                    |
| Yury Gusov           | -74kg (m)   | 9e          | 1ste ronde: W van ROU Ambruș: beslissing 2de ronde: W van CAN Wurr: val 3de ronde: V van FRG Seger: beslissing 4de ronde: V van IRI Barzegar: val |
| Levan Tediashvili    | -82kg (m)   | Goud        | 1ste ronde: W van SEN Diop: beslissing 2de ronde: W van MGL Artag: beslissing 3de ronde: W van SWE Elmgren: val 4de ronde: W van USA Peterson: beslissing 5de ronde: W van FRG Neumair: beslissing 6de ronde: W van ROU Iorga: beslissing                                                      |
| Gennady Strakhov     | -90kg (m)   | Zilver      | 1ste ronde: W van SWE Andersson: beslissing 2de ronde: W van IND Ram: val 3de ronde: G van USA Peterson 4de ronde: W van POL Kurczewski: val 5de ronde: W van GDR Spindler: beslissing 6de ronde: W van HUN Bajkó: beslissing                                                                  |
| Ivan Yarygin         | -100kg (m)  | Goud        | 1ste ronde: W van SUI Jutzeler: val 2de ronde: W van GDR Bachmann: val 3de ronde: W van CAN Geris: val 4de ronde: W van IRI Anvari: val 5de ronde: W van ROU Panait: val 6de ronde: W van MGL Bayanmönkh: val 7de ronde: W van BUL Csatári: val                                                |
| Aliaksandr Miadved   | +100kg (m)  | Goud        | 1ste ronde: W van USA Taylor: beslissing 2de ronde: W van TUR Yılmaz: val 3de ronde: W van FRG Dietrich: beslissing 4de ronde: W van ROU Stîngu: val 5de ronde: W van IRI Eskandar-Filabi: val 6de ronde: W van BUL Duraliev: beslissing                                                       |
| Grieks-Romeins       |             |             | |
| Vladimir Zubkov      | -48kg (m)   | 16e         | 1ste ronde: V van BUL Angelov: val 2de ronde: V van ROU Berceanu: val |
| Vitaly Konstantinov  | -52kg (m)   | 13e         | 1ste ronde: W van EGY Ibrahim Abdel Fattah: beslissing 2de ronde: V van ITA Bognanni: val 3de ronde: V van JPN Hirayama: beslissing |
| Rustem Kazakov       | -57kg (m)   | Goud        | 1ste ronde: W van AFG Mir: beslissing 2de ronde: V van BUL Traykov: beslissing 3de ronde: W van POL Lipień: val 4de ronde: W van GRE Moschidis: val 5de ronde: W van JPN Yamamoto: beslissing 6de ronde: vrij 7de ronde: W van HUN Varga: beslissing 8ste ronde: W van FRG Veil: val           |
| Jemal Megrelishvili  | -62kg (m)   | 5e          | 1ste ronde: W van TUR Alakoç: val 2de ronde: W van PHI Salugta: val 3de ronde: W van HUN Réczi: beslissing 4de ronde: V van GRE Mygiakis: beslissing 5de ronde: W van FIN Laakso: beslissing 6de ronde: V van GDR Wehling: beslissing                                                          |
| Shamil Khisamutdinov | -68kg (m)   | Goud        | 1ste ronde: W van EGY Gaber: val 2de ronde: W van ROU Popescu: val 3de ronde: W van TUR Hışırlı: val 4de ronde: W van POL Supron: val 5de ronde: W van BUL Apostolov: beslissing 6de ronde: W van ITA Matteo Ranzi: beslissing                                                                 |
| Viktor Igumenov      | -74kg (m)   | 12e         | 1ste ronde: W van AUT Berger: beslissing 2de ronde: G van GRE Galaktopoulos |
| Anatoly Nazarenko    | -82kg (m)   | Zilver      | 1ste ronde: V van HUN Hegedűs: beslissing 2de ronde: W van FRG Hucker: val 3de ronde: W van BUL Dimitrov: beslissing 4de ronde: W van TUR Yağmur: val 5de ronde: W van ROU Gabor: val 6de ronde: V van HUN Hegedűs: beslissing                                                                 |
| Valery Rezantsev     | -90kg (m)   | Goud        | 1ste ronde: G van ROU Negut 2de ronde: W van SUI Chardonnens: val 3de ronde: vrij 4de ronde: W van JPN Tani: val 5de ronde: W van NOR Øverby: val 6de ronde: W van YUG Čorak: beslissing 7de ronde: W van POL Kwieciński: beslissing                                                           |
| Nikolay Yakovenko    | -100kg (m)  | Zilver      | 1ste ronde: W van USA Deadrich: val 2de ronde: W van SUI Lüscher: val 3de ronde: W van NOR Hem: beslissing 4de ronde: W van POL Skrzydlewski: val 5de ronde: W van BUL Ignatov: val |
| Anatoly Roshchin     | +100kg (m)  | Goud        | 1ste ronde: W van ROU Dolipschi: val 2de ronde: W van BUL Tomov: beslissing 3de ronde: W van TCH Kment: beslissing 4de ronde: vrij 5de ronde: W van ROU Dolipschi: val |

### Zeilen
| Olympiër                                        | Discipline      | Resultaat | Prestatie                         |
| ----------------------------------------------- | --------------- | --------- | --------------------------------- |
| Viktor Potapov                                  | finn klasse     | Brons     | '74,7 punten: (5-1-2-23-15-DNF-6) |
| Vladimir Leontiev Valery Zubanov                | flying dutchman | 6e        | '67,7 punten: (9-1-5-11-11-8-6)   |
| Vitalii Dyrdyra Valentin Mankin                 | tempest klasse  | Goud      | '28,1 punten: (3-4-1-3-8-2-3)     |
| Boris Budnikov Vladimir Vasilyev                | star klasse     | 9e        | '76,0 punten: (7-1-DSQ-14-8-14-9) |
| Rais Galimov Timir Pinegin Valentin Zamotaykin  | soling klasse   | 7e        | '65,0 punten: (8-7-7-5-17-9)      |
| Nikolay Gromov Boris Khabarov Vladimir Yakovlev | drakenklasse    | 14e       | '84,7 punten: (18-9-6-14-16-10)   |

### Zwemmen
| Olympiër                                                                                          | Discipline            | Resultaat | Prestatie                                                                       |
| ------------------------------------------------------------------------------------------------- | --------------------- | --------- | ------------------------------------------------------------------------------- |
| Vladimir Bure                                                                                     | 100m vrije slag (m)   | Brons     | serie 3: 1ste in 52,87 halve finale 1: 3de in 52,60 finale: 3de in 51,77        |
| Igor Grivennikov                                                                                  | 100m vrije slag (m)   | 6e        | serie 2: 1ste in 53,64 halve finale 1: 2de in 52,55 finale: 6de in 52,44        |
| Georgijs Kuļikovs                                                                                 | 100m vrije slag (m)   | 11e       | serie 5: 2de in 53,78 halve finale 2: 6de in 53,68                              |
| Vladimir Bure                                                                                     | 200m vrije slag (m)   | 7e        | serie 2: 1ste in 1.56,15 finale: 7de in 1.57,24                                 |
| Georgijs Kuļikovs                                                                                 | 200m vrije slag (m)   | 11e       | serie 2: 2de in 1.57,04                                                         |
| Viktor Mazanov                                                                                    | 200m vrije slag (m)   | 15e       | serie 1: 3de in 1.57,92                                                         |
| Viktor Aboimov                                                                                    | 400m vrije slag (m)   | 24e       | serie 6: 5de in 4.17,04                                                         |
| Aleksandr Samsonov                                                                                | 400m vrije slag (m)   | 15e       | serie 3: 3de in 4.11,46                                                         |
| Aleksandr Samsonov                                                                                | 1500m vrije slag (m)  | 32e       | serie 5: 5de in 17.32,88                                                        |
| Igor Grivennikov                                                                                  | 100m rugslag (m)      | 5e        | serie 1: 1ste in 1.00,05 halve finale 2: 3de in 59,15 finale: 5de in 59,50      |
| Vladimir Kosinsky                                                                                 | 100m schoolslag (m)   | 12e       | serie 3: 4de in 1.07,39 halve finale 2: 7de in 1.07,08                          |
| Nikolay Pankin                                                                                    | 100m schoolslag (m)   | 7e        | serie 2: 1ste in 1.07,31 halve finale 2: 3de in 1.06,08 finale: 7de in 1.06,36  |
| Viktor Stulikov                                                                                   | 100m schoolslag (m)   | 9e        | serie 6: 2de in 1.08,18 halve finale 2: 6de in 1.06,66                          |
| Igor Cherdakov                                                                                    | 200m schoolslag (m)   | 7e        | serie 5: 1ste in 2.26,21 finale: 7de in 2.27,15                                 |
| Vladimir Kosinsky                                                                                 | 200m schoolslag (m)   | 13e       | serie 4: 2de in 2.28,00                                                         |
| Nikolay Pankin                                                                                    | 200m schoolslag (m)   | 9e        | serie 6: 2de in 2.26,71                                                         |
| Vladimir Krivtsov                                                                                 | 100m vlinderslag (m)  | 25e       | serie 4: 6de in 59,83                                                           |
| Georgijs Kuļikovs                                                                                 | 100m vlinderslag (m)  | 22e       | serie 3: 6de in 59,28                                                           |
| Viktor Sharygin                                                                                   | 100m vlinderslag (m)  | 17e       | serie 3: 4de in 58,40                                                           |
| Viktor Sharygin                                                                                   | 200m vlinderslag (m)  | 10e       | serie 3: 3de in 2.06,76                                                         |
| Valentn Partyka                                                                                   | 200m wisselslag (m)   | 11e       | serie 5: 3de in 2.13,24                                                         |
| Mikhail Sukharev                                                                                  | 200m wisselslag (m)   | 6e        | serie 6: 2de in 2.11,91 finale: 6de in 2.11,78                                  |
| Valentn Partyka                                                                                   | 400m wisselslag (m)   | 18e       | serie 2: 3de in 4.50,03                                                         |
| Mikhail Sukharev                                                                                  | 400m wisselslag (m)   | 9e        | serie 4: 3de in 4.43,13                                                         |
| Viktor Aboimov Vladimir Bure Igor Grivennikov Georgijs Kuļikovs Viktor Mazanov                    | 4x100m vrije slag (m) | Zilver    | serie 1: 1ste in 3.32,72 finale: 2de in 3.29,72                                 |
| Viktor Aboimov Vladimir Bure Igor Grivennikov Georgijs Kuļikovs Viktor Mazanov Aleksandr Samsonov | 4x200m vrije slag (m) | Brons     | serie 2: 3de in 7.51,44 finale: 3de in 7.45,76                                  |
| Viktor Aboimov Vladimir Bure Igor Grivennikov Nikolay Pankin Viktor Sharygin Viktor Stulikov      | 4x100m wisselslag (m) | 4e        | serie 1: 1ste in 3.56,76 finale: 4de in 3.53,26                                 |
|                                                                                                   |                       |           |                                                                                 |
| Nadezhda Matyukhina                                                                               | 100m vrije slag (v)   | 29e       | serie 5: 5de in 1.02,14                                                         |
| Yelena Timoshenko                                                                                 | 100m vrije slag (v)   | 22e       | serie 6: 5de in 1.01,68                                                         |
| Tatyana Zolotnitskaya                                                                             | 100m vrije slag (v)   | 14e       | serie 1: 2de in 1.01,24 halve finale 2: 8ste in 1.01,14                         |
| Nadezhda Matyukhina                                                                               | 200m vrije slag (v)   | 20e       | serie 2: 3de in 2.13,60                                                         |
| Yelena Timoshenko                                                                                 | 200m vrije slag (v)   | 21e       | serie 3: 4de in 2.14,06                                                         |
| Tatyana Zolotnitskaya                                                                             | 200m vrije slag (v)   | 16e       | serie 3: 3de in 2.13,12                                                         |
| Olga Petrusyova                                                                                   | 800m vrije slag (v)   | 30e       | serie 2: 6de in 10.04,96                                                        |
| Tina Lek'veishvili                                                                                | 100m rugslag (v)      | 10e       | serie 1: 2de in 1.07,84 halve finale 1: 5de in 1.07,61                          |
| Nataliya Yershova                                                                                 | 100m rugslag (v)      | 20e       | serie 2: 5de in 1.09,26                                                         |
| Tina Lek'veishvili                                                                                | 200m rugslag (v)      | 20e       | serie 4: 4de in 2.28,22                                                         |
| Nataliya Yershova                                                                                 | 200m rugslag (v)      | 25e       | serie 5: 5de in 2.29,46                                                         |
| Lyudmila Porubayko                                                                                | 100m schoolslag (v)   | 9e        | serie 1: 1ste in 1.17,14 halve finale 2: 5de in 1.16,85                         |
| Tatyana Prudnikova                                                                                | 100m schoolslag (v)   | 15e       | serie 1: 4de in 1.18,11 halve finale 2: 7de in 1.19,37                          |
| Galina Stepanova                                                                                  | 100m schoolslag (v)   | Zilver    | serie 4: 1ste in 1.17,18 halve finale 1: 1ste in 1.15,89 finale: 2de in 1.14,99 |
| Lyudmila Porubayko                                                                                | 200m schoolslag (v)   | 7e        | serie 6: 1ste in 2.43,68 finale: 7de in 2.44,48                                 |
| Tatyana Prudnikova                                                                                | 200m schoolslag (v)   | 24e       | serie 5: 3de in 2.50,79                                                         |
| Galina Stepanova                                                                                  | 200m schoolslag (v)   | Brons     | serie 5: 1ste in 2.44,20 finale: 3de in 2.42,36                                 |
| Irina Ustimenko                                                                                   | 100m vlinderlslag (v) | 16e       | serie 2: 4de in 1.07,44 halve finale 1: 8ste in 1.07,76                         |
| Nina Petrova                                                                                      | 200m wisselslag (v)   | 9e        | serie 1: 1ste in 2.27,20                                                        |
| Birutė Užkuraitytė                                                                                | 200m wisselslag (v)   | 21e       | serie 5: 3de in 2.31,11                                                         |
| Nina Petrova                                                                                      | 400m wisselslag (v)   | 8e        | serie 4: 3de in 5.13,42 finale: 8ste in 5.15,68                                 |
| Birutė Užkuraitytė                                                                                | 400m wisselslag (v)   | 16e       | serie 1: 4de in 5.20,05                                                         |
| Nadezhda Matyukhina Olga Petrusyova Yelena Timoshenko Irina Ustimenko Tatyana Zolotnitskaya       | 4x100m vrije slag (v) | 9e        | serie 1: 5de in 4.07,55                                                         |
| Tina Lek'veishvili Nina Petrova Galina Stepanova Irina Ustimenko Tatyana Zolotnitskaya            | 4x100m wisselslag (v) | 4e        | serie 1: 1ste in 4.30,35 finale: 4de in 4.27,81                                 |

Afghanistan · Albanië · Algerije · Amerikaanse Maagdeneilanden · Argentinië · Australië · Bahama's · Barbados · België · Bermuda · Birma · Bolivia · Bondsrepubliek Duitsland · Brazilië · Brits-Honduras · Bulgarije · Canada · Ceylon · Chili · Colombia · Congo-Brazzaville · Costa Rica · Cuba · Dahomey · Denemarken · Dominicaanse Republiek · Duitse Democratische Republiek · Ecuador · Egypte · El Salvador · Ethiopië · Fiji · Filipijnen · Finland · Frankrijk · Gabon · Ghana · Griekenland · Groot-Brittannië · Guatemala · Guyana · Haïti · Hongarije · Hongkong · Ierland · IJsland · India · Indonesië · Iran · Israël · Italië · Ivoorkust · Jamaica · Japan · Joegoslavië · Kameroen · Kenia · Khmerrepubliek · Koeweit · Lesotho · Libanon · Liberia · Liechtenstein · Luxemburg · Madagaskar · Malawi · Maleisië · Mali · Malta · Marokko · Mexico · Monaco · Mongolië · Nederland · Nederlandse Antillen · Nepal · Nicaragua · Nieuw-Zeeland · Niger · Nigeria · Noord-Korea · Noorwegen · Oeganda · Oostenrijk · Opper-Volta · Pakistan · Panama · Paraguay · Peru · Polen · Portugal · Puerto Rico · Roemenië · San Marino · Saoedi-Arabië · Senegal · Singapore · Soedan · Somalië · Sovjet-Unie · Spanje · Suriname · Swaziland · Syrië · Taiwan · Tanzania · Thailand · Togo · Trinidad en Tobago · Tsjaad · Tsjecho-Slowakije · Tunesië · Turkije · Uruguay · Venezuela · Verenigde Staten · Vietnam · Zambia · Zuid-Korea · Zweden · Zwitserland